# Rosenburg (Gemeinde Rosenburg-Mold)
Rosenburg ist Hauptort und Katastralgemeinde der Gemeinde Rosenburg-Mold im Bezirk Horn in Niederösterreich.

## Geographie
Der Ort liegt am Kamp und an der Taffa, die im Ortszentrum in den Kamp mündet. Die Seehöhe in der Ortsmitte liegt bei 268 Metern. Die Fläche der Katastralgemeinde umfasst 4,55 km². Die Einwohnerzahl des Ortes beläuft sich auf 296 Einwohner (Stand: 2025).

## Postleitzahl
In der Gemeinde Rosenburg-Mold werden mehrere Postleitzahlen verwendet. Rosenburg hat die Postleitzahl 3573.

## Geschichte

### Ur- und Frühgeschichte

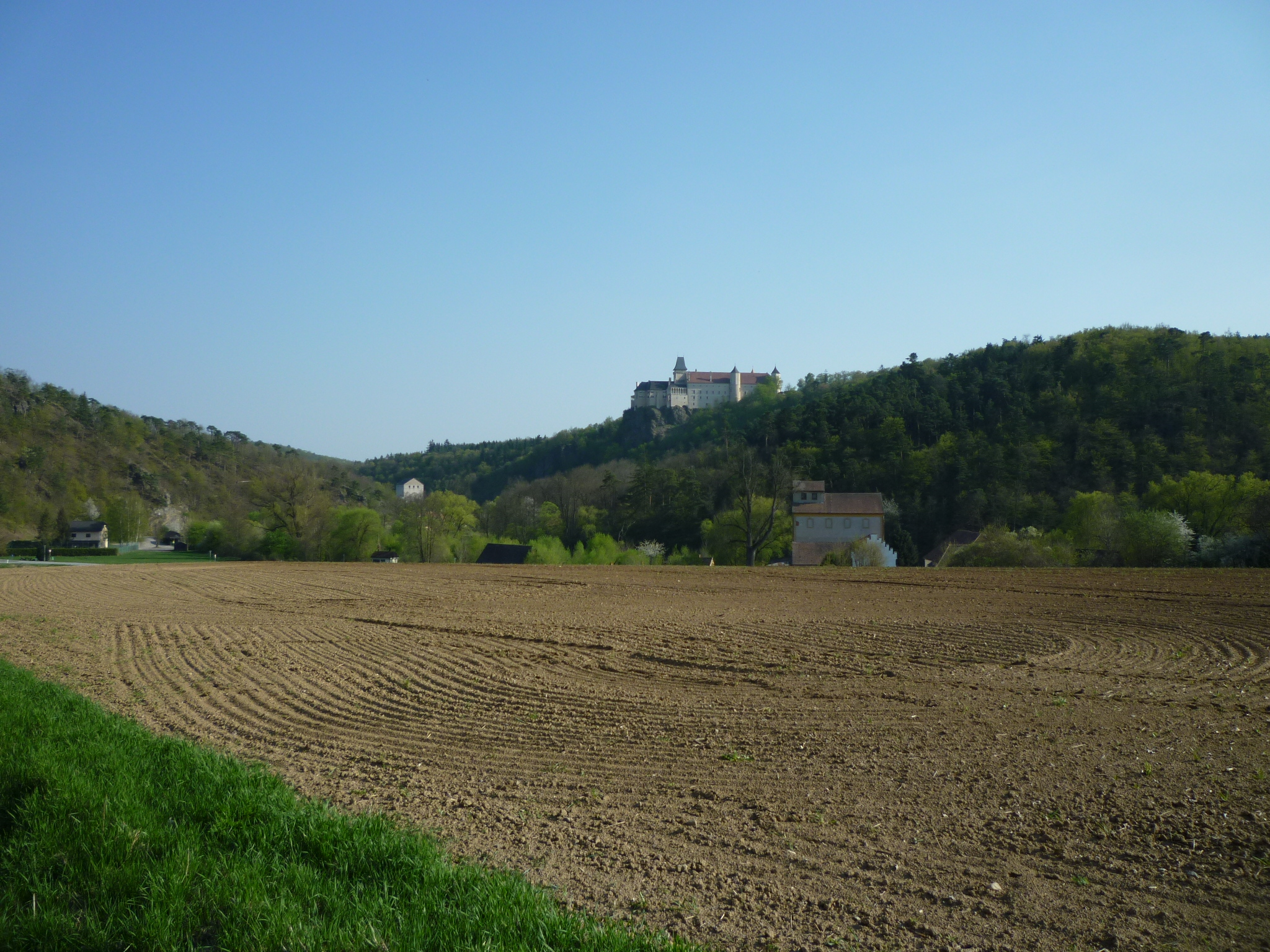
Archäologische Fundzone Hofmühle

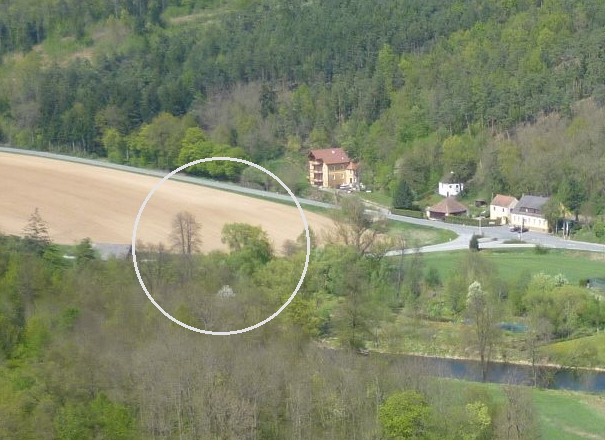
Die Lage der mittelneolithischen Kreisgrabenanlage in der Fundzone Hofmühle ist an der Verfärbung des Ackerbodens erkennbar.

Der Talboden des Kamptals im Gebiet von Rosenburg war bereits in der Jungsteinzeit besiedelt. In der Gemarkung Hofmühle wurden in einem zum Kamp hin abfallenden Bereich zwischen der Landesstraße nach Altenburg, der Straße zur Rosenburg und dem ehemaligen Mühlgraben der Hofmühle bei mehreren Grabungen in den 1980er und 1990er Jahren bedeutende Funde verschiedener Zeitlagen gemacht. Im nordwestlichen Teil der Fundzone konnte eine Siedlung aus dem Frühneolithikum (5500–5000 v. Chr.) mit zahlreichen Funden zur älteren Linearbandkeramik dokumentiert werden. Im östlichen Teil des Geländes wurden eine mittelneolithische (5000 – 4500/4300 v. Chr.) Kreisgrabenanlage sowie Befunde aus der Latènezeit (5. – 1. Jahrhundert v. Chr.) nachgewiesen. Die gesamte Fundzone, zu der auch eine frühmittelalterliche slawische Siedlung gehört, steht als archäologisches Bodendenkmal unter Denkmalschutz (Listeneintrag). Auf den Anhöhen des Taffatals nahe seiner Mündung in den Kamp wurden Siedlungsfunde des Spätneolithikums (3.500–2.800 v. Chr.), der Urnenfelderkultur (1.300 v. Chr. bis 800 v. Chr.) und der Hallstattzeit (1.200–450 v. Chr.) nachgewiesen.

### Geschichte des Mittelalters und der Neuzeit

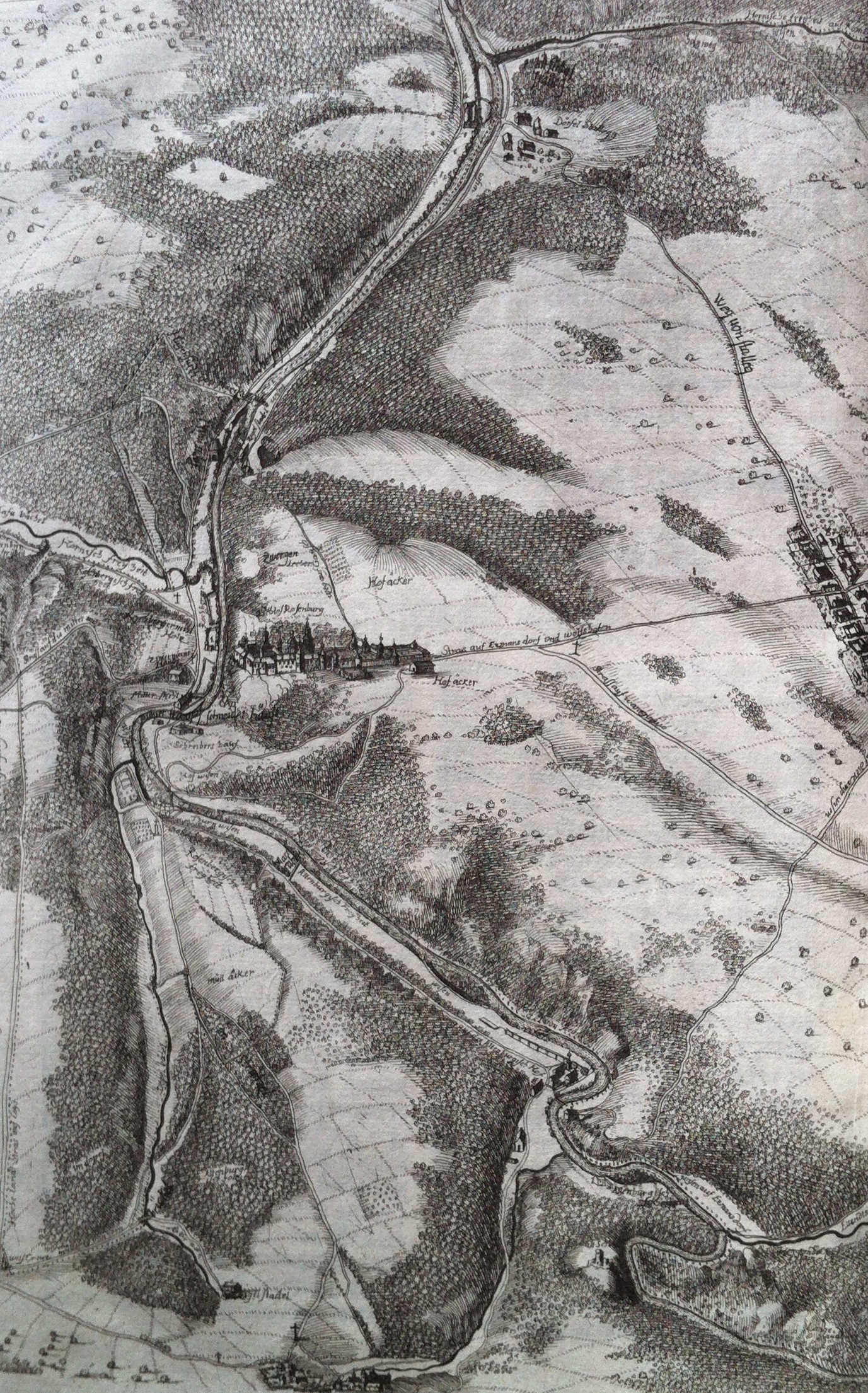
Rosenburg. Kupferstich aus der Topographia Windhagiana, 1673.

Das Kamptal in Rosenburg war auch im Frühmittelalter bewohnt. Gegenüber der ehemaligen Hof- oder Thurnmühle an der Straße zur Rosenburg befand sich eine slawische Siedlung des Frühmittelalters (ca. 600–800 n. Chr.) mit mehreren Wohn- und Wirtschaftsgebäuden. Seit dem 12. Jahrhundert ist die Geschichte des Ortes ist eng mit der Entwicklung der Rosenburg verbunden, die um 1150 erstmals erwähnt wird. Entlang des Kamps unterhalb der Rosenburg entstanden seit der Gründung des Schlosses mehrere Mühlen, die bis in das späte 19. Jahrhundert die einzigen Ansiedlungen blieben. Im ausgehenden 16. und frühen 17. Jahrhundert, als die protestantische Familie der Grabner zu Rosenburg Besitzer von Schloss und Herrschaft Rosenburg waren, wurde die Rosenburg zu einem Zentrum des Protestantismus in Österreich. In einer eigens von Leopold Grabner zu Rosenburg auf der Burg eingerichteten Druckerei wurde protestantische Literatur gedruckt. Nach dem großzügigen Umbau der Rosenburg in ein Renaissanceschloss musste Sebastian II. Grabner zu Rosenburg die Rosenburg aufgrund finanziellen Nöten an die Jörger von Tollet verkaufen. Im Zuge der Gegenreformation erhielt die Rosenburg im Jahre 1611 mit Kardinal Franz von Dietrichstein (1570–1636) wieder einen katholischen Burgherren. 1659 gelangten Burg und Herrschaft in den Besitz von Johann Joachim Enzmilner, Graf von Windhag (1600–1678), der die Burg weiter ausbauen ließ. In der von ihm 1673 herausgegebenen zweiten Ausgabe der Herrschaftstopografie Topographia Windhagiana ließ er durch Clemens Beutler (um 1623–1682) nicht nur die Rosenburg selbst, sondern auch die Mühlen am Kamp sowie Darstellungen des Ortes aus der Vogelperspektive in zahlreichen Kupferstichen darstellen. 1681 ging die Rosenburg in den Besitz der Familie Hoyos über, die bis heute Eigentümer ist. Seit dem ausgehenden 18. Jahrhundert zerfiel die Rosenburg zusehends. Wegen seiner drei Getreidemühlen, einer Papiermühle, einer Tuchwalke und einem Holzrechen, mit dem das aus dem oberen Kamptal geflößte Holz geborgen wurde, war der Ort von regionaler wirtschaftlicher Bedeutung. Mit der unter Ernst Karl von Hoyos-Sprinzenstein 1859–1875 erfolgten Renovierung der Rosenburg und der 1889 erfolgten Inbetriebnahme der Kamptalbahn entwickelte sich Rosenburg neben Gars am Kamp, Schönberg am Kamp und Langenlois zu einer bedeutenden Sommerfrische des Kamptals.

#### Mühlen in Rosenburg
Hof- oder Thurn-Mühle

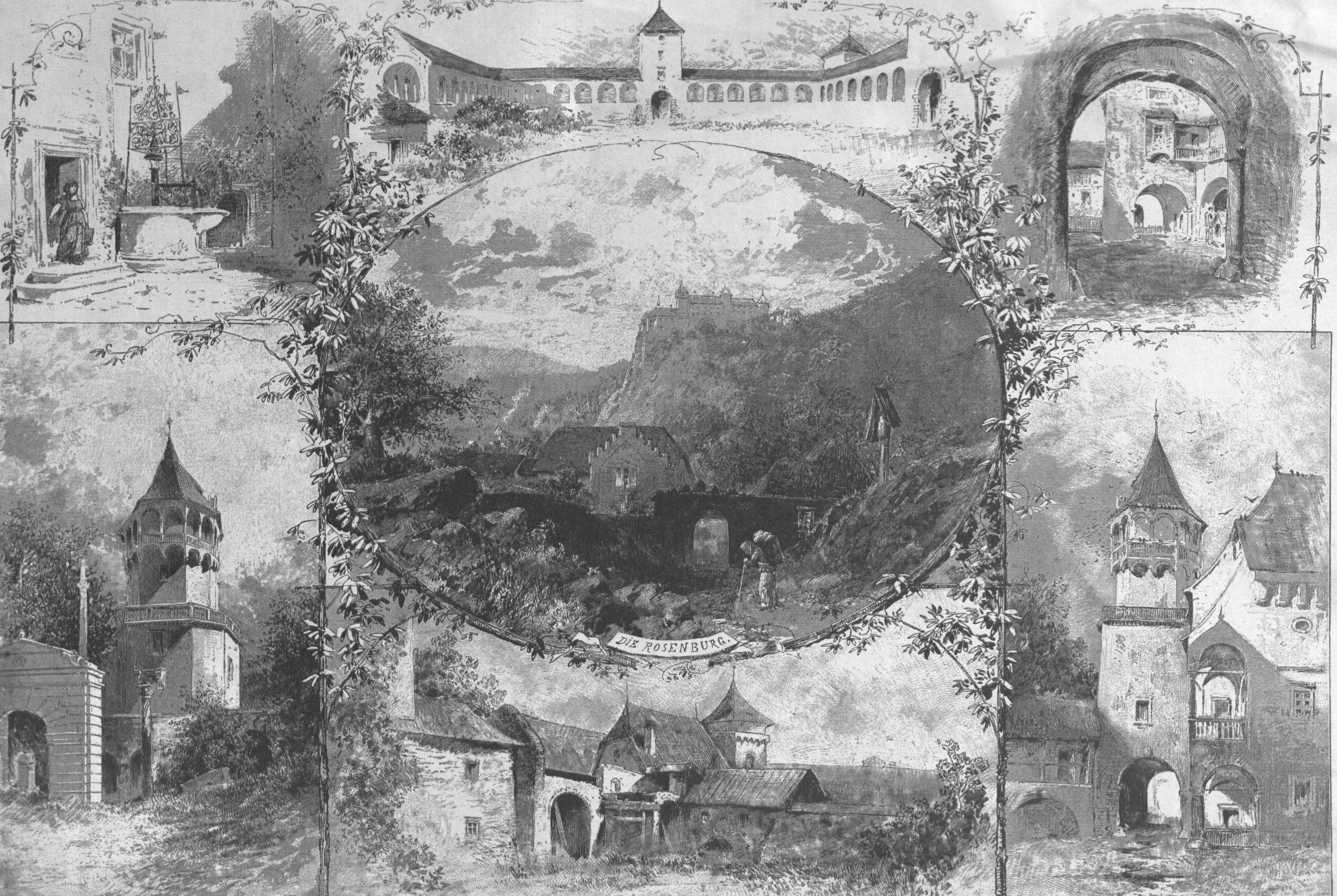
Blick auf die Hof- oder Thurn-Mühle (in der ovalen Kartusche), Holzstich, 1884

Die bereits 1673 in der Topographia Windhagiana abgebildete Mühle liegt unweit der Kampbrücke zur Rosenburg (heute Hausnummer 8) und befand sich bis 1950 im Besitz der wechselnden Eigentümer der Rosenburg. Ihre Ursprünge reichen ins 15. Jahrhundert zurück. Erstmals wird sie 1467 urkundlich erwähnt. Neben der Mühle befanden sich auch eine Tuchwalke und ein Holzrechen, an dem bis 1907 geflößtes Holz aus dem oberen Kamptal geborgen wurde. 1929 wurde der Mühlbetrieb eingestellt. Ab 1933 nutzte ein Pächter die Gebäude zur Produktion von technischen Gegenständen und Gebrauchsgegenständen aus Kunstharz (Bakelit). Nach dem Anschluss Österreichs zwangen die nationalsozialistischen Behörden den Eigentümer, Rudolf Hoyos-Sprinzenstein (1884–1972), der zwischen 1934 und 1938 als Vorsitzender des Staatsrates die zweithöchste politische Funktion im autoritären Ständestaat (Österreich) innehatte, das gesamte Anwesen unter Wert an die Gemeinde Rosenburg zu verkaufen. Geplant war, die Mühlanlage als kleines Elektrizitätswerk zu nutzen und in den Nebengebäuden ein Heim der Hitler-Jugend einzurichten. Die Kriegsereignisse verhinderten diese Pläne. Die Gebäude wurden ab 1940 als Kriegsgefangenenlager, vorerst für belgische und französische, später für russische Kriegsgefangene genutzt. Nach 1945 befasste sich die Gemeinde mit Plänen, ein Kino in der Mühle einzurichten. 1950 musste die zu Unrecht erworbene Mühle an ihren früheren Eigentümer restituiert werden, der sie im gleichen Jahr an das Rosenburger Mühlunternehmen Sparholz verkauft, das einen neuen Silo errichtete. Heute befindet sich die Mühle in Privatbesitz. Der Silo wird zur Lagerung von Getreide durch die Mantler-Mühle genutzt. Die restlichen Gebäude dienen Wohnzwecken.
Bruck- oder Mitter-Mühle

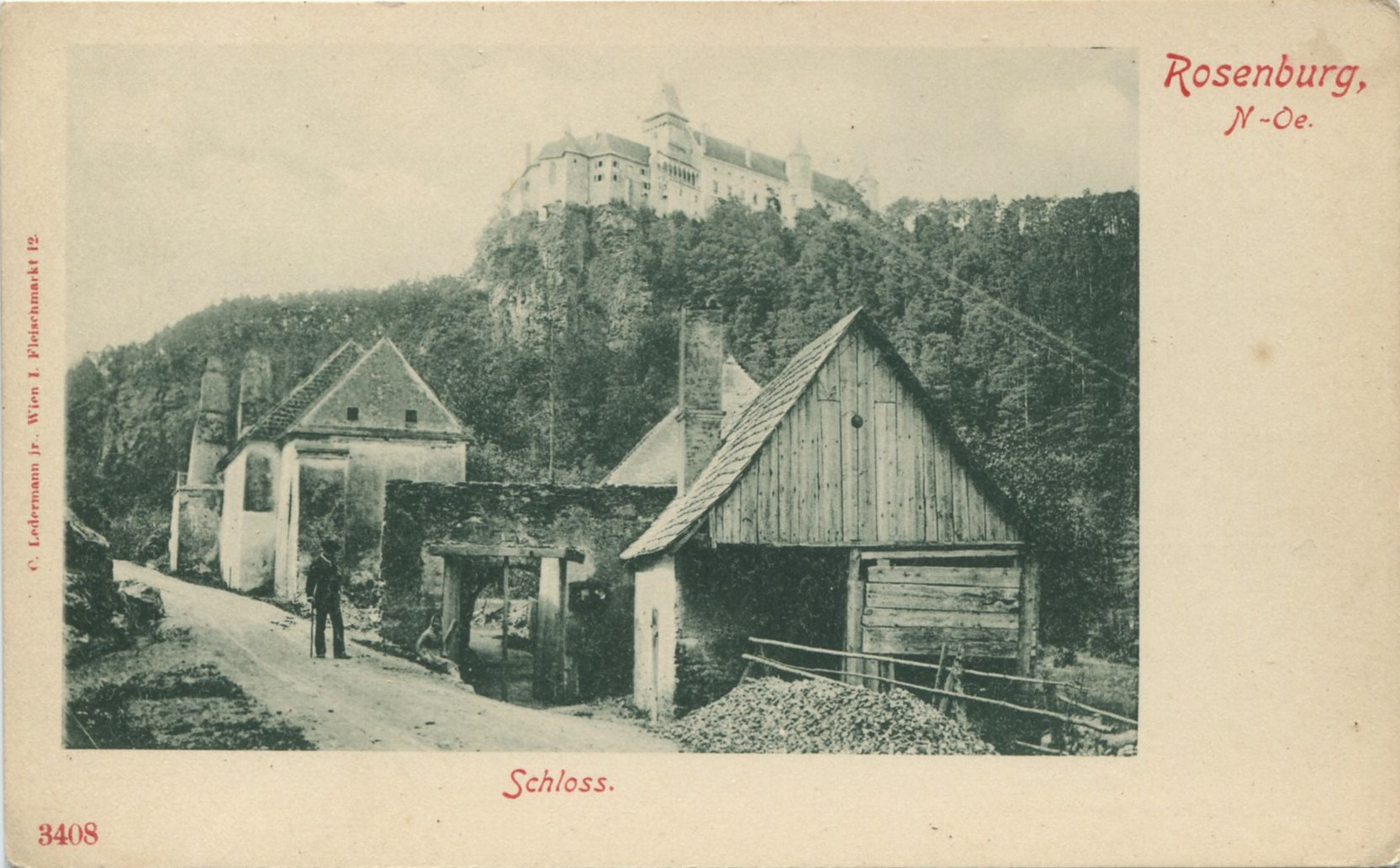
Blick auf die Bruck- oder Mittermühle, Holzstich, 1884

Die ebenfalls 1673 in der Topographia Windhagiana abgebildete Mühle liegt an einer Engstelle des Kamptales am Ortsausgang gegen Altenburg. Ihre Namen verweisen zum einen auf eine Brücke, die einst oberhalb der Mühle den Kamp überspannte, zum anderen auf ihren Standort als mittlere der Rosenburger Mühlen. In weiteren Quellen wird die wie die Hofmühle zur Herrschaft Rosenburg gehörige Mühle auch als Untere Hofmühle oder wegen ihrer Lage unterhalb des Schlossfelsens als Mühle unter dem Stein bezeichnet. Im 19. Jahrhundert befand sich mittlerweile nicht mehr als Mühle genutzte Gebäude im Besitz einer Bauernfamilie Hauer. Der erhalten gebliebene Teil der Mühle erhielt deshalb den Namen Hauerhaus (Hausnummer 10). 1922 erwarb die Mantler-Mühle das Anwesen und richtete Werkswohnungen ein. Heute befindet sich das Gebäude in Privatbesitz.
Schulhof- oder Rechberger-Mühle

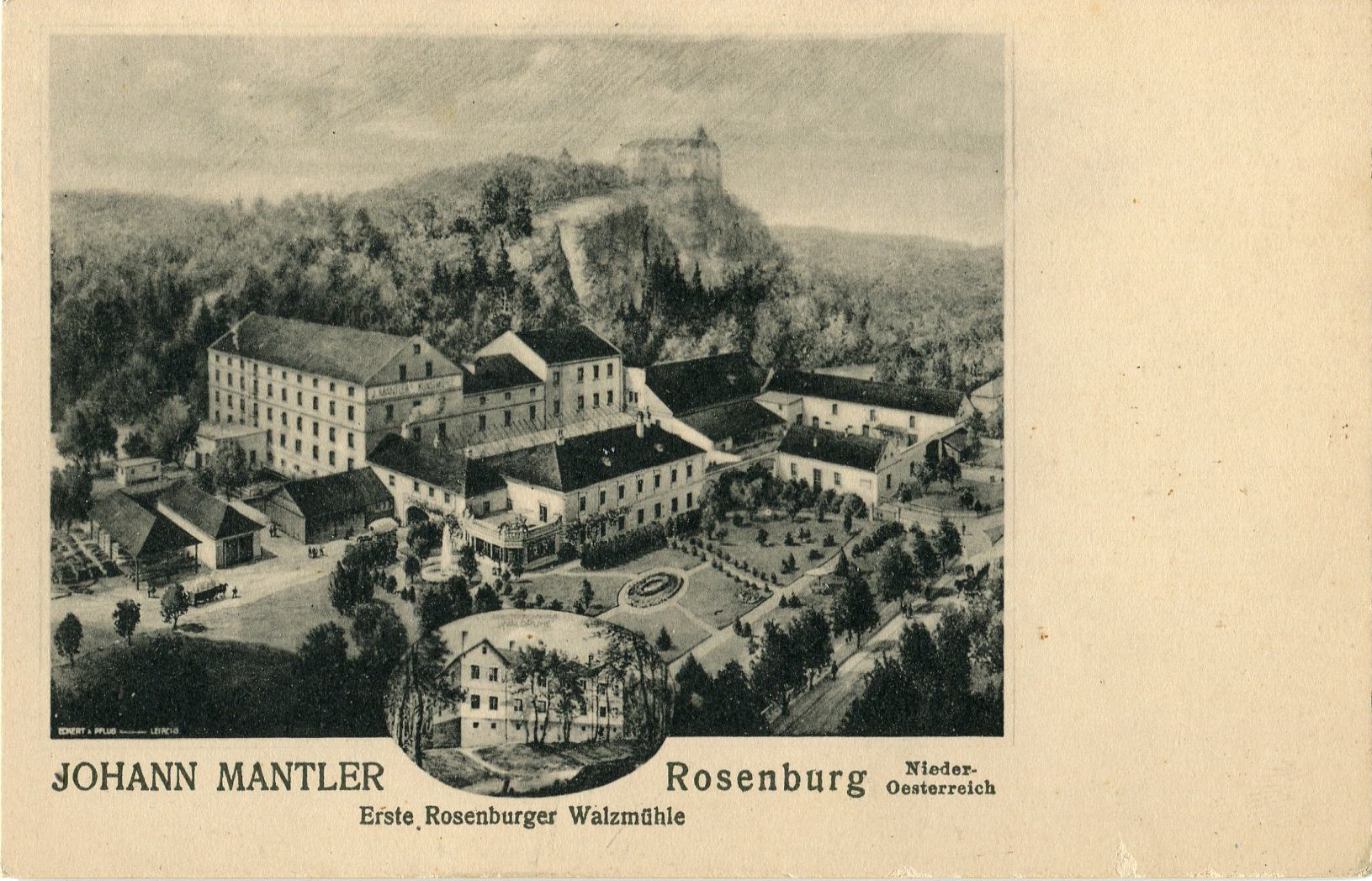
Werbepostkarte der Mantler-Mühle in Rosenburg am Kamp, um 1920

Die ursprünglich kleinste der vier Rosenburger Mühlen liegt an der Abzweigung der Straße nach Mühlfeld und Horn und wurde 1607 erstmals urkundlich erwähnt. Ihre Geschichte ist von zahlreichen Besitzwechseln geprägt. Erst nach dem Erwerb durch Johann Mantler 1876 entwickelte sie sich als Erste Rosenburger Walzmühle Johann Mantler zu einem großen Mühlbetrieb. 1924 kam es zu einem monatelangen Streik der Müllergesellen, der überregionales Aufsehen erregte. Ein Großbrand 1925 führte zum Ausbau und zur Vergrößerung der Mühle. Seit 1966 erzeugt der Betrieb Fertigmehlmischungen, die in Österreich einen Marktanteil von rund 30 Prozent haben.
Pfister- oder Papier-Mühle
Wie die anderen Rosenburger Mühlen ist auch die Pfister- oder Papiermühle 1673 in der Topographia Windhagiana dargestellt. Sie liegt außerhalb des Ortszentrums an der Straße nach Gars am Kamp. Errichtet wurde sie wohl im 17. Jahrhundert als Säge und Papiermühle. Die Papierherstellung wurde bis in die 2. Hälfte des 19. Jahrhunderts fortgeführt, zuletzt von Josef und Eugenia Lammer, die es 1875 an die Sparkasse Waidhofen an der Thaya verloren. Ihr 1863 in Rosenburg geborener Sohn Eugen Guido Lammer wurde ein bedeutender Alpinist und Schriftsteller. 1885 erwarb der Müller Josef Sparholz das Anwesen und baute es in eine Getreidemühle um. 1957 wurde die Mühle durch einen Großbrand schwer beschädigt. Die teilweise wieder in Stand gesetzten Gebäude wurden 1981 im Zuge des Ausbaus der Kamptalstraße abgebrochen.

#### Sommerfrische
Zwischen 1859 und 1875 ließ Ernst Karl von Hoyos-Sprinzenstein die die vom Verfall bedrohte Rosenburg umfassend restaurieren und machte sie als eine der ersten Burgen in Österreich öffentlich zugänglich. Die 1889 eröffnete Kamptalbahn erschloss den Ort schließlich einem breiten Tourismus. Zählte der Rosenburg bis 1888 nur 13 Hausnummern, wurden bis zum Beginn des Ersten Weltkriegs über 40 neue Gebäude, darunter fünf Gasthäuser mit Gästezimmern, zwei Hotels, eine Badeanstalt, eine Volksschule, eine Kapelle, ein Bahnhof und zahlreiche Sommerfrische-Villen errichtet. Das 1896 eröffnete Hotel Rosenburg (Hausnummern 22 und 27), der größte Beherbergungsbetrieb der Sommerfrische, wurde nach dem Ersten Weltkrieg in ein Genesungsheim der Gastgewerblichen Gehilfenkrankenkasse Wien umgebaut und später bis zu seiner Schließung 1989 als Diätheim der Pensionsversicherungsanstalt der Arbeiter weitergeführt. 1906 wurde die durch den Ort führende Straße gepflastert und 1908 konnte der Ort nach dem Bau des Elektrizitätswerks Horn, dessen Maschinenhaus sich auf Rosenburger Gemeindegebiet befindet, an das Stromnetz angeschlossen werden. Nach 1945 konnte Rosenburg nicht mehr an die Tradition der Sommerfrische anschließen. Veränderte Reisegewohnheiten, aber auch der Bau der Kamptal-Stauseen, der zu einem starken Temperaturrückgang des von zahlreichen Badeanstalten gesäumten Kamps führte, entzogen dem Tourismus im Kamptal seine wichtigsten Grundlagen.
Heute ist in erster Linie die Rosenburg mit ihren Angeboten wie den Führungen durch die Burg, einer Greifvogel-Flugvorführungen, dem Theaterfestival Sommernachtskomödie Rosenburg (bis 2014 unter dem Namen Shakespeare auf der Rosenburg) und einem Kletterpark Anziehungspunkt für Tagestouristen.

#### Geschichte 1938–1945

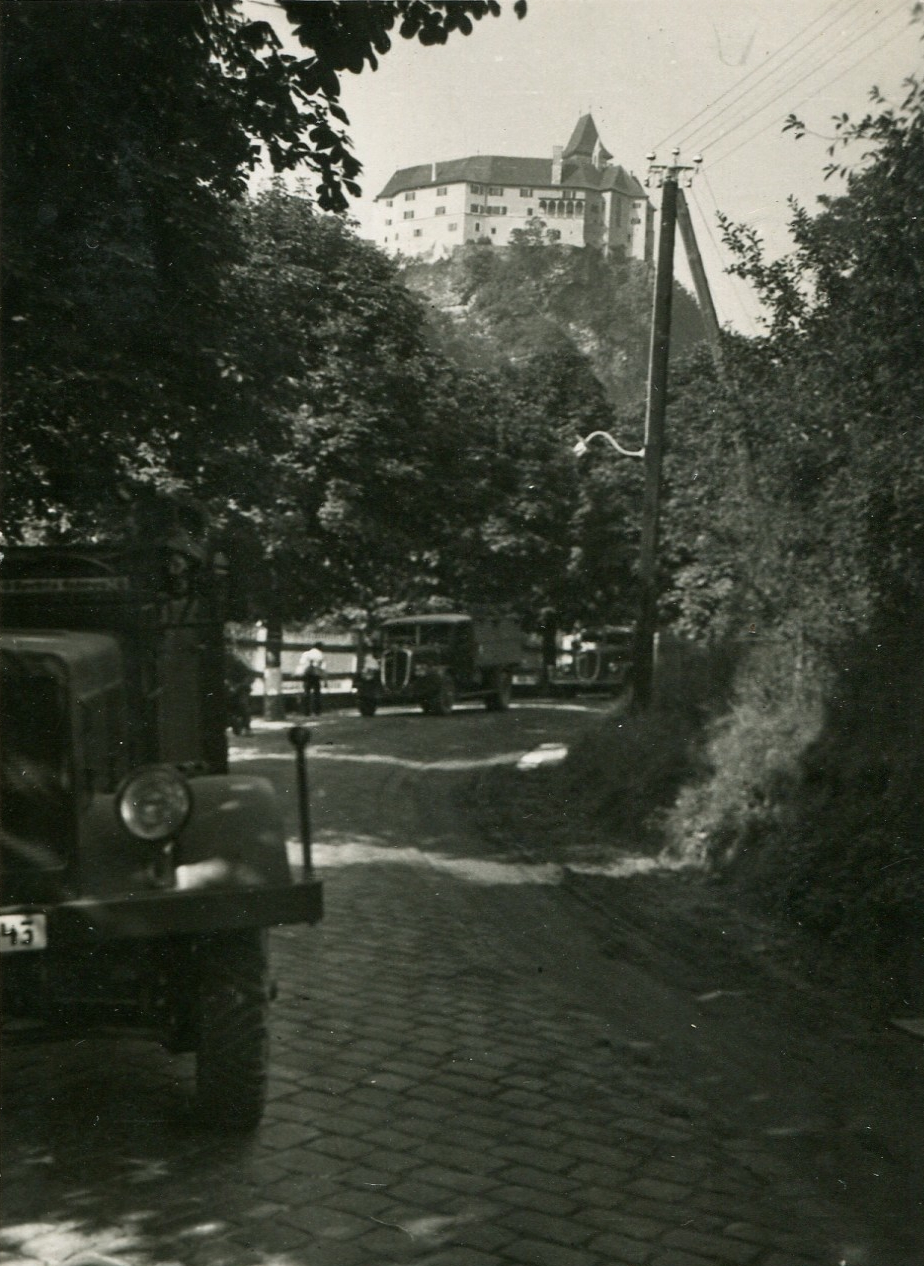
Lastwagen der deutschen Wehrmacht auf der Fahrt durch Rosenburg, um 1940

Nach dem Anschluss Österreichs an das Deutsche Reich wurden die bisher selbstständigen Gemeinden Etzmannsdorf am Kamp, Mühlfeld und Wanzenau in die Gemeinde Rosenburg eingemeindet, nach 1945 aber wieder selbstständig. Im Oktober 1938 wurde die 1894 von dem Wiener Architekten Ludwig Tischler erbaute Villa (Hausnummer 25) des jüdischen Ehepaars Gabriele und Heinrich Kertesz „arisiert“ und gelangte in den Besitz der Gemeinde Rosenburg, die sie seither als Gemeindeamt nutzt. Das Ehepaar Kertesz musste nach Wien übersiedeln und wurde am 27. August 1942 nach Theresienstadt deportiert. Heinrich Kertesz starb vermutlich kurz nach der Ankunft in Theresienstadt, Gabriele Kertesz wurde im September 1942 nach Treblinka deportiert und ermordet.
Ab 1942 kam es zu Einquartierungen Ausgebombter aus dem Ruhrgebiet und Wien, 1944 wurden Flüchtlinge aus dem Banat in Behelfsheimen untergebracht. Am 9. Mai 1945 rückte die Rote Armee in Rosenburg ein. Über 1000 Soldaten und Offiziere bezogen Quartier in Privatwohnungen sowie in einer Barackensiedlung im Taffatal.

#### Geschichte seit 1945

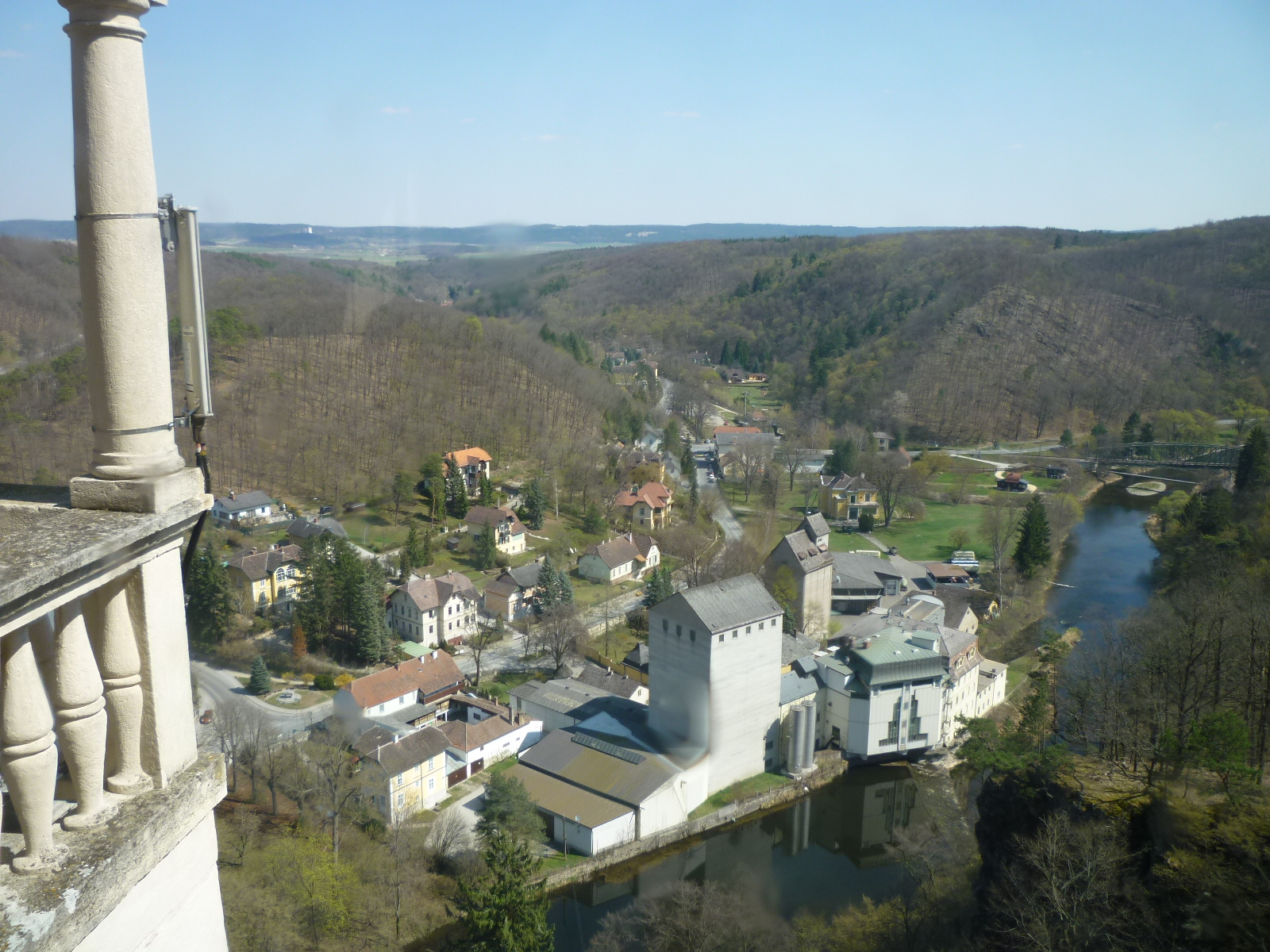
Blick von der Rosenburg auf das Ortszentrum.

1950 erfolgte die Eingemeindung der bisher zur Gemeinde Mühlfeld gehörenden Häuser im Taffatal. 1953 wurde im ehemaligen Hotel Neumann das Interdiözesanes Spätberufenenseminar eingerichtet, das 1959 ins benachbarte Horn übersiedelte. 1971 wurde aus Rosenburg mit Stallegg, Mold mit Maria Dreieichen, Mörtersdorf und Zaingrub die Gemeinde Rosenburg-Mold gebildet. 1984 nahmen der Tennisplatz sowie ein Kanuverleih ihren Betrieb auf. 1985 wurde in unmittelbarer Nähe des Tennisplatzes ein neues Feuerwehrhaus errichtet. 1986 wurde die historische Bogenbrücke an der Straße zur Rosenburg durch eine moderne Betonbrücke ersetzt. 1990 fand auf der Rosenburg die Niederösterreichische Landesausstellung Adel im Wandel mit 360.000 Besuchern statt. Im August 2002 führte ein Kamp-Hochwasser auch in Rosenburg zu erheblichen Schäden. Seit 2004 findet im Rahmen des Theaterfestes Niederösterreich jährlich auf einer eigens dafür gebauten Bühne auf der Rosenburg unter der Intendanz von Alexander Waechter das Freilufttheater Shakespeare auf der Rosenburg statt. Im Jahr 2011 wurden Teile des 2012 erschienenen Fantasyfilms Grimm’s Snow White auf der Rosenburg gedreht und im Herbst 2012 fanden Dreharbeiten für die österreichisch-französische Spielfilmproduktion „Angélique, Marquise des Anges“ unter der Regie von Ariel Zeitoun in Rosenburg statt.

## Bevölkerung
| Jahr | Einwohner |
| ---- | --------- |
| 1869 | 82        |
| 1910 | 166       |
| 1923 | 239       |
| 1951 | 529       |

| Jahr | Einwohner |
| ---- | --------- |
| 1971 | 457       |
| 1991 | 335       |
| 2001 | 362       |
| 2011 | 291       |

### Religion

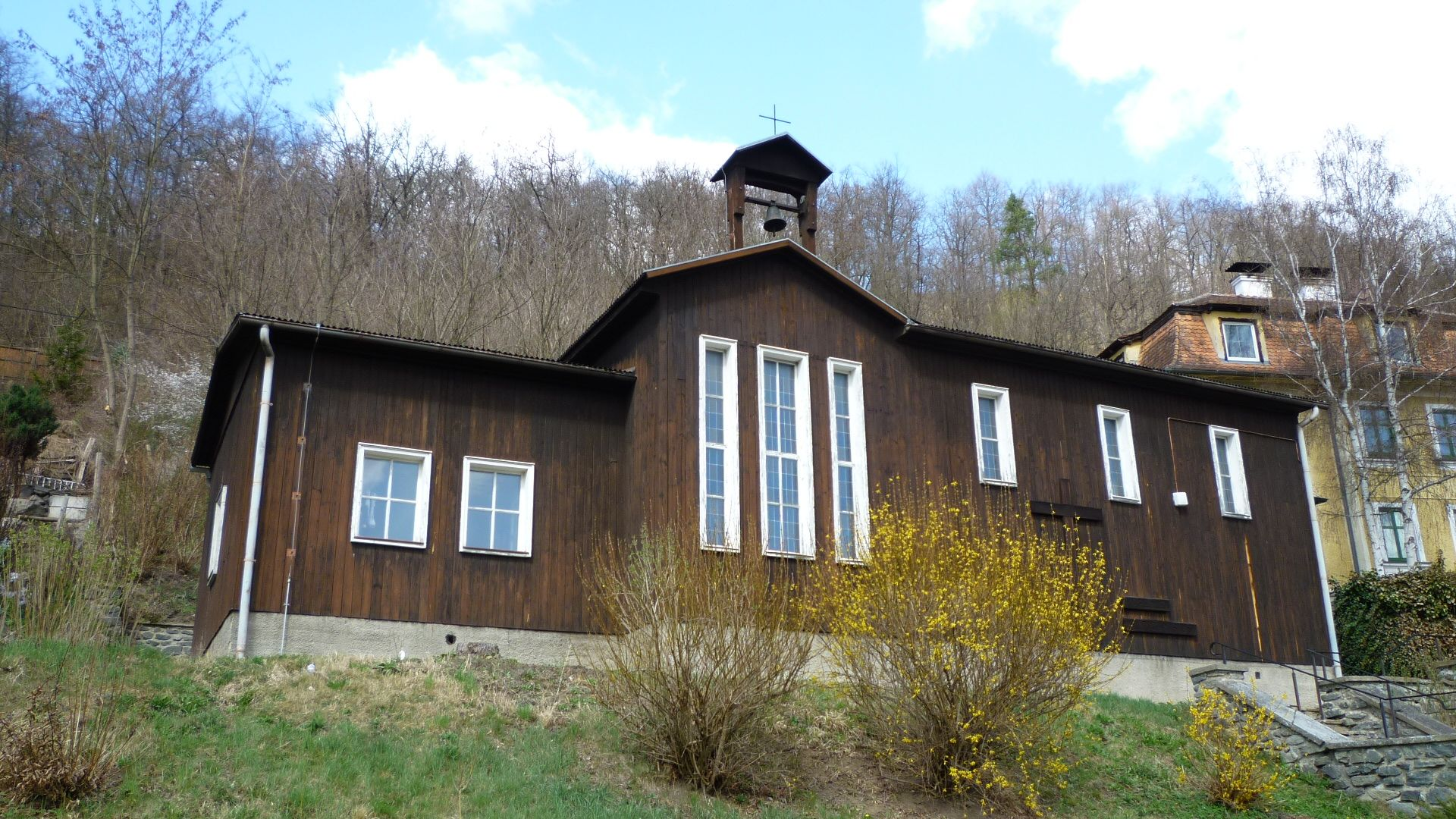
Canisius-Kapelle

Im Zeitalter der Reformation, als die Rosenburg eines der wichtigsten Zentren des Protestantismus in Österreich war, waren auch die wenigen Einwohner von Rosenburg Protestanten. Seit der Gegenreformation ist der Ort jedoch katholisch geprägt.
Historisch bedingt bestand die ungewöhnliche Situation, dass Rosenburg auf bis zu fünf verschiedene Pfarren aufgeteilt war. Schloss Rosenburg und die an der Straße nach Gars befindliche Pfister- oder Papiermühle (später Sparholzmühle) gehörten zur Pfarre Gars. Die Hof- oder Thurn-Mühle und die Wohnhäuser in der Gemarkung Hofmühle gehörten der Stiftspfarre Altenburg an. Die bis 1924 zu Zaingrub gehörenden Häuser links der Taffa waren der Pfarre Maria Dreieichen zugeordnet und die im Ortszentrum und im Taffatal rechts des Flusslaufes liegenden Häuser gehörten bis zu ihrer Auflösung 1784 zur Pfarre Riedenburg und anschließend zur Pfarre Horn. Seit 1928 ist die gesamte damalige Gemeinde Rosenburg der Pfarre Horn zugehörig.
In der 1954 nach Plänen des Architekten Ladislaus Hruska errichteten Canisius-Kapelle finden regelmäßige katholische Gottesdienste statt. Die 1908 errichtete Elisabeth-Kapelle wird gelegentlich für Tauffeiern genutzt.

## Wirtschaft und Infrastruktur

### Unternehmen
- Komplet Mantler GmbH & Co KG (Mantler-Mühle)[28]
- Patta-Landmaschinen

### Vereine
- Freiwillige Feuerwehr Rosenburg
- Kanuclub Rosenburg[29]
- Tennisclub Rosenburg
- Verschönerungs- und Verkehrsverein Rosenburg

### Verkehr

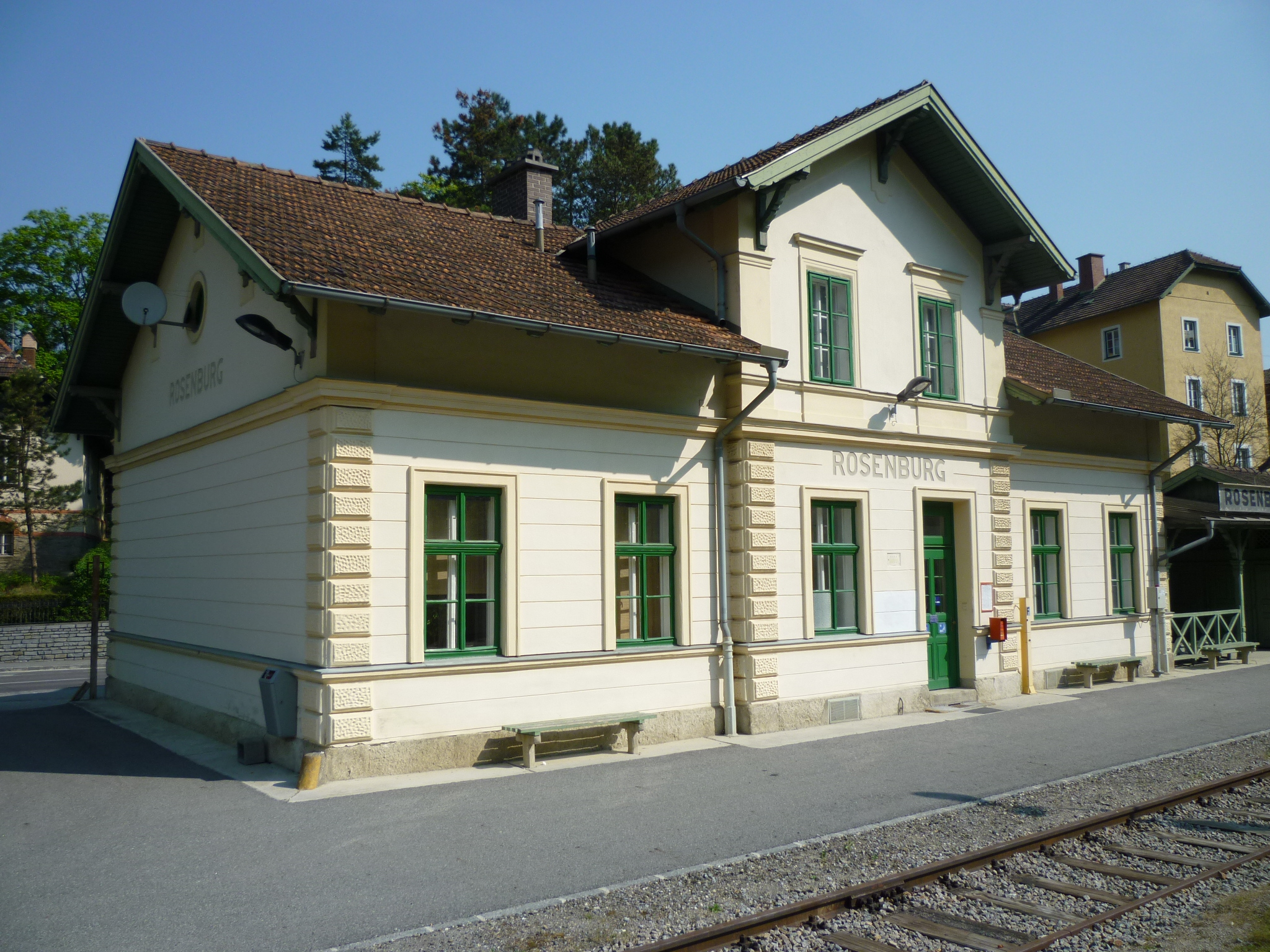
Bahnhof Rosenburg

Rosenburg liegt an der Kamptalstraße (B34) und an der Kamptalbahn. Die ÖBB betreiben den Bahnhof Rosenburg. Das Linienbusunternehmen PostBus fährt in Rosenburg mehrere Haltestellen der Linie 1310 (Horn – St. Leonhard am Hornerwald) entlang der Kamptalstraße an. Zwei Radwanderwege, die Kamp-Thaya-March-Radroute und der Kamptalweg, führen durch Rosenburg.
Mehrere Wanderwege beginnen bzw. enden in Rosenburg oder verlaufen durch den Ort:
- Kamptal-Seen-Weg 620: vom Nebelstein nach Rosenburg
- Wald-Weinviertel-Weg 663: von Rosenburg nach Retz
- Thaya-Kamp-Weg 631: von Raabs an der Thaya nach Rosenburg
- Niederösterreichischer Mariazellerweg 06: vom Nebelstein nach Mariazell

## Kultur und Sehenswürdigkeiten
Schloss Rosenburg

Canisius-Kapelle
1953 erwarb die Diözese St. Pölten die beiden Gebäude des ehemaligen Hotels Neumann (Hausnummern 70 und 71) und nutzte sie als Interdiözesanes Spätberufenenseminar für bis zu 90 Schüler des Aufbaugymnasiums Horn, in dem Spätberufene auf den Priesterberuf vorbereitet wurden. Gleichzeitig wurde neben dem Schülerheim eine Holzkapelle errichtet, die am 31. Oktober 1954 von Kardinal Theodor Innitzer und Diözesanbischof Franz König eingeweiht wurde. Nach der Eröffnung des Canisiusheims in Horn wurde der Internatsbetrieb in Rosenburg aufgegeben. Die Canisius-Kapelle wird seit dem – betreut durch die Pfarre Horn – als Ortskapelle genutzt.
Eisenbahnbrücke

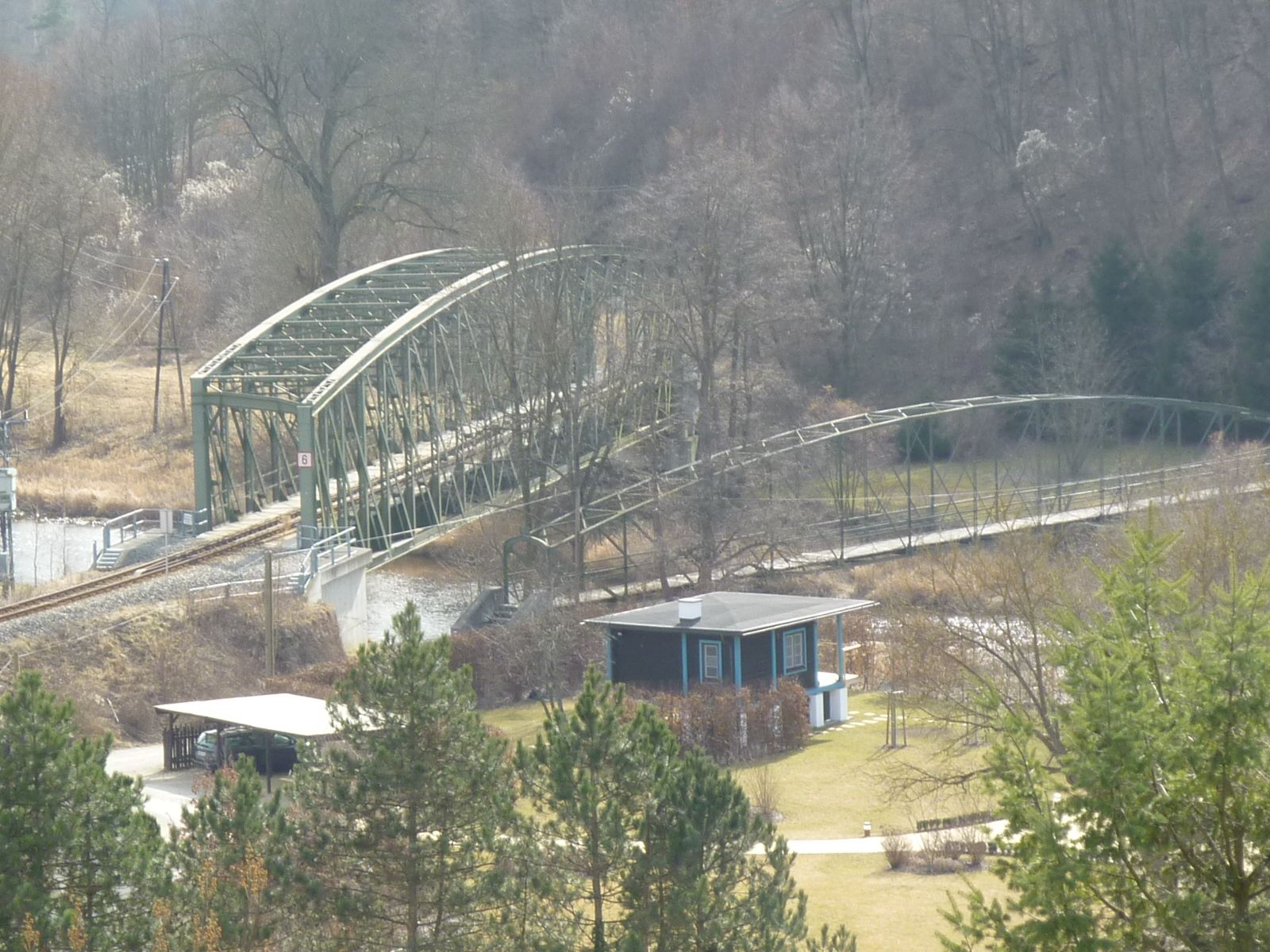
Eisenbahnbrücke und Graf-Hoyos-Steg in Rosenburg

Die Eisenbahnbrücke an der Ortsausfahrt Richtung Gars wurde 1888/1889 im Zuge des Baues der Kamptalbahn als Stahlfachwerkbrücke errichtet. Sie sollte 2001 von der ÖBB durch eine moderne Stahlbrücke ersetzt werden. Nach öffentlichen Protesten und mit finanzieller Unterstützung der Niederösterreichischen Landesregierung umfassend saniert und ist damit die einzige Bogenbrücke der Kamptalbahn, die weitgehend im Original als Verkehrsdenkmal erhalten ist.
Elisabeth-Kapelle

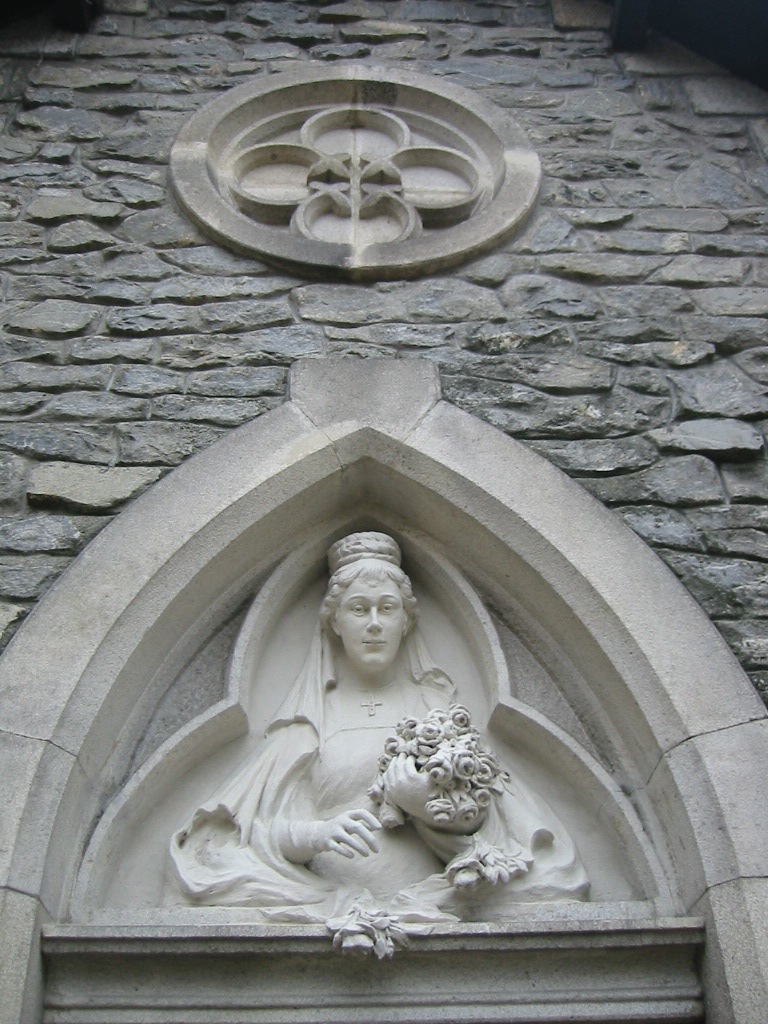
Reliefbüste Kaiserin Elisabeths von Österreich am Portal der Elisabeths-Kapelle in Rosenburg.

Die Kapelle wurde 1908 auf Anregung des Geselligkeitsvereins „Die Rosenburger“, einem Zusammenschluss von in Wien lebenden Rosenburger Sommerfrische-Gästen, als Kaiser-Franz-Joseph-Kapelle aus Anlass des 60. Regierungsjubiläums des Kaisers Franz Josef I. errichtet und eingeweiht. Seit dem Zusammenbruch der Donaumonarchie 1918 wird die Kapelle nach ihrer Patronin, der Hl. Elisabeth von Thüringen, aber auch in Erinnerung an Kaiserin Elisabeth, deren Reliefbüste sich an der Fassade über der Eingangstür befindet, Elisabeth-Kapelle genannt. 2008 wurde die Kapelle aus Anlass ihres hundertjährigen Bestehens umfassend renoviert.
Fundzone Hofmühle
In der Gemarkung Hofmühle wurden in einer Zone zwischen der Landesstraße nach Altenburg, der Straße zur Rosenburg und dem ehemaligen Mühlgraben der Hofmühle bei mehreren Grabungen in den 1980er und 1990er Jahren bedeutende Funde aus jungsteinzeitlicher bis frühmittelalterlicher Besiedlung gemacht. Die gesamte Fundzone steht als archäologisches Bodendenkmal unter Denkmalschutz.
Grasel-Höhle
Die Grasel-Höhle (auch Zwergel-Höhle) liegt an einer Felswand über dem Kamp neben dem Fußweg vom Ortszentrum zum Schloss Rosenburg. Ihre Gesamtlänge beträgt 110 Meter. Der Überlieferung nach soll sie ein Versteck des Räuberhauptmanns Johann Georg Grasel gewesen sein. Die Höhle dient verschiedenen Arten der Fledermaus als Nacht- und Überwinterungsquartier und sollte zu deren Schutz nicht betreten werden.
Hoyos-Steg
1895 ließ Ernst Karl von Hoyos-Sprinzenstein in unmittelbarer Nähe der Eisenbahnbrücke einen Stahlfachwerksteg über den Kamp errichten. Zuvor konnte die Rosenburg nur mit einer kleinen Fähre oder über einen rund vier Kilometer langen Weg über die Gemarkung Hofmühle erreicht werden.
Kriegerdenkmal
1935 wurde neben der Abzweigung der Altenburger Straße nach Mühlfeld und Horn die Dollfuß-Anlage errichtet. In ihrem Zentrum stand ein Denkmal für den 1934 bei einem Putschversuch ums Leben gekommenen Bundeskanzler des autoritären Ständestaates Engelbert Dollfuß, dessen Inschrift Unserem unvergesslichen Sommergast vom Jahre 1932 an einen Sommerfrische-Aufenthalt erinnerte. Nach dem Anschluss Österreichs an das Deutsche Reich 1938 wurde dieses Denkmal geschleift und in ein improvisiertes Denkmal für die Gefallenen des Ersten Weltkriegs umgestaltet. 1958 erfolgte die Errichtung des heute noch bestehenden Kriegerdenkmals.

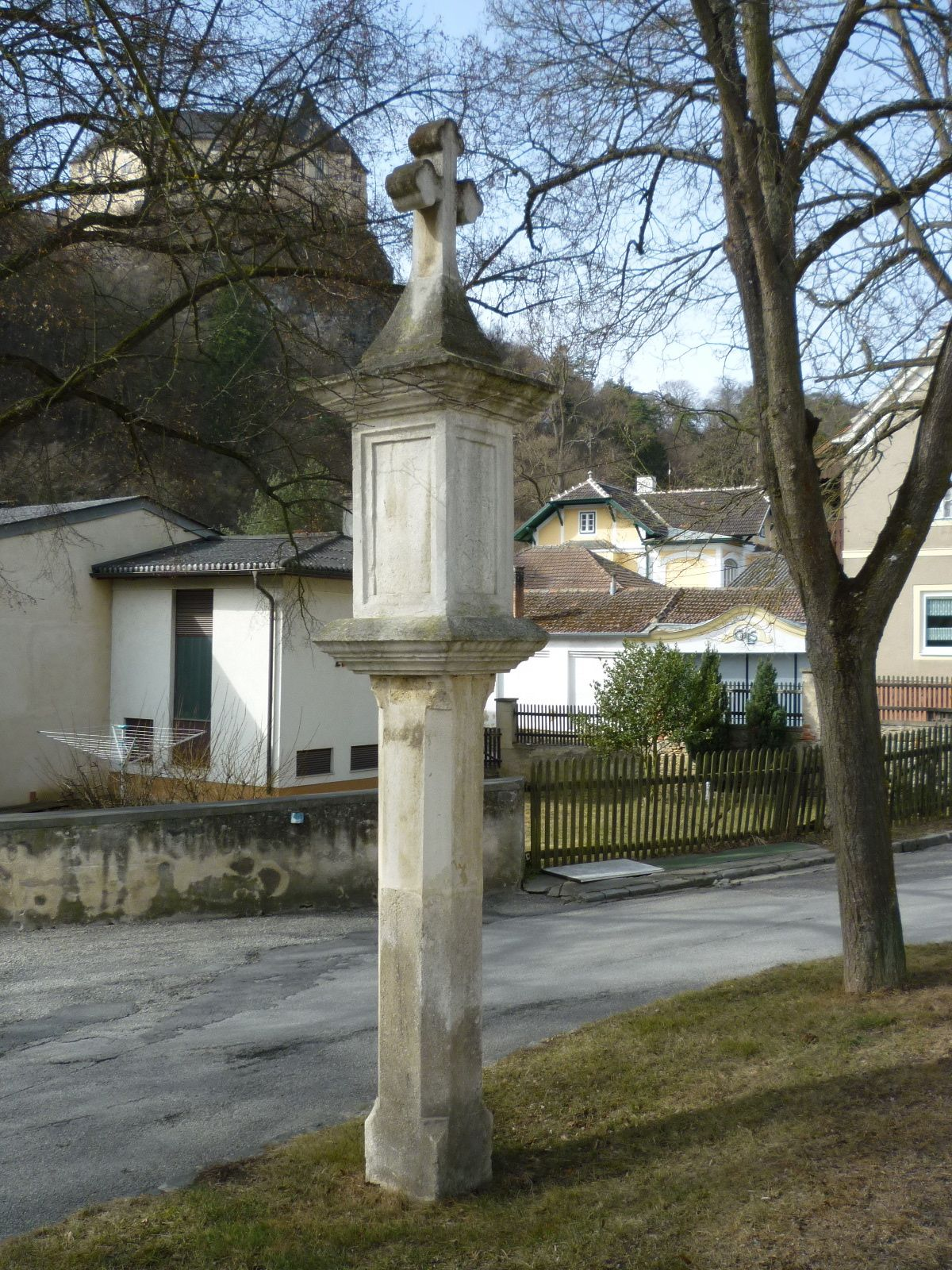
Lesner-Marterl
Der Bildstock von 1638 erinnert an frühere Besitzer der Schulhof- oder Rechbergermühle (heute: Mantler-Mühle), Conrad und Barbara Lesner. Ursprünglich befand sich der Bildstock an der Kreuzung der Kamptalstraße mit der Altenburger Straße. 1894 wurde das Lesner-Marterl im Zuge der Ortserweiterung abgetragen und gegenüber der Hofmühle aufgestellt. 1935 fand es schließlich seinen heutigen Platz an der Einfahrt zum Gelände der Mantler-Mühle.
Villa Bergfried

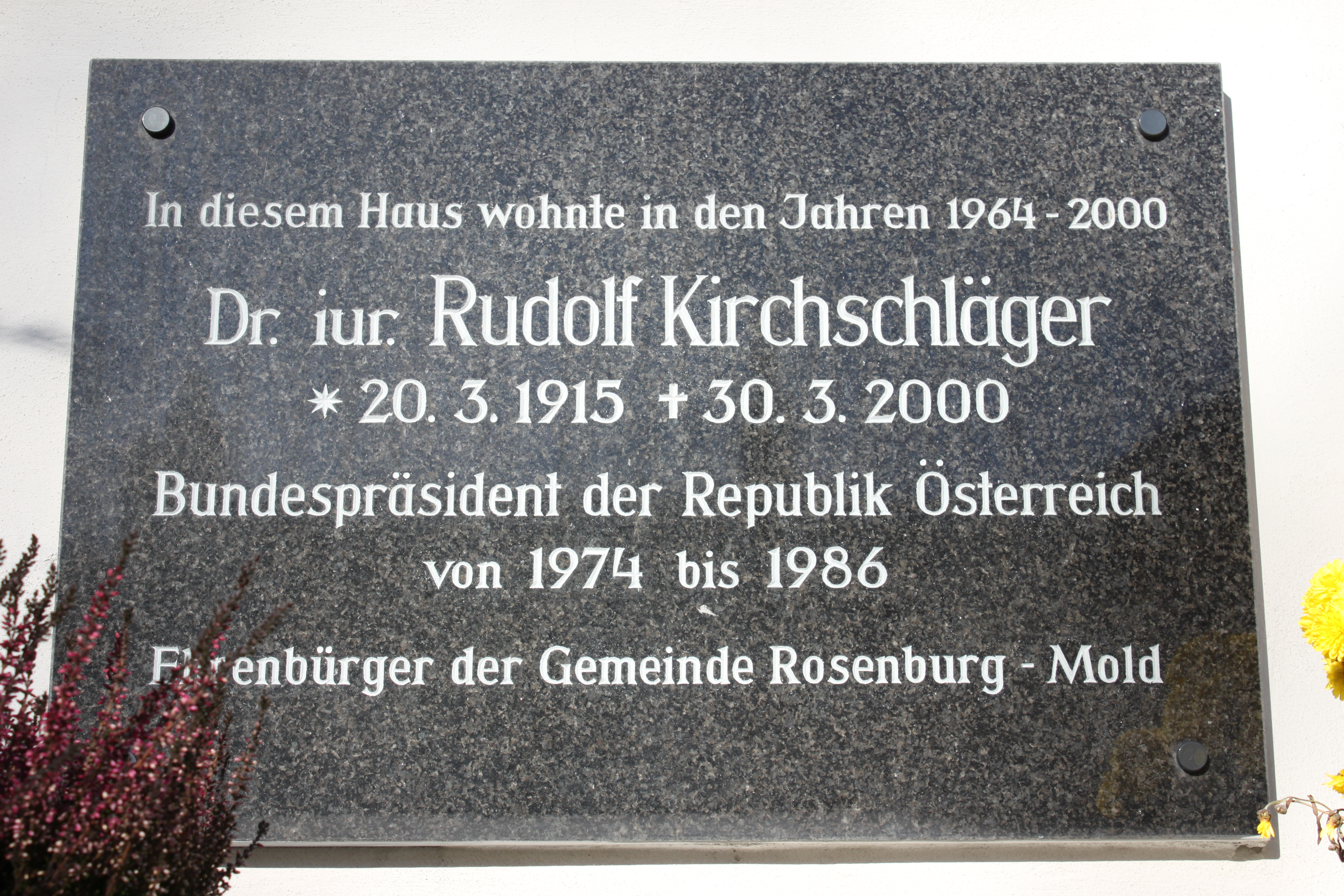
Gedenktafel am Wohnhaus von Rudolf Kirchschläger

Die Villa Bergfried (Hausnummer 39) war von 1964 bis 2000 Feriensitz des österreichischen Diplomaten, Außenministers und Bundespräsidenten Rudolf Kirchschläger und seiner Frau Herma. Eine Gedenktafel an der straßenseitigen Mauer erinnert an ihn.

## Bedeutende in Rosenburg geborene oder hier wirkende Menschen
- Josef Ritter von Bauer (1860–1936), Jurist und Rektor der Hochschule für Bodenkultur in Wien, Besitzer einer Sommervilla in Rosenburg.
- Nina Blum (* 1973), Schauspielerin und Regisseurin, seit 2015  Intendantin der Sommernachtskomödie auf der Rosenburg.[40]
- Kardinal Franz von Dietrichstein (1570–1636), Besitzer von Schloss und Herrschaft Rosenburg.
- Johann Joachim Enzmilner (1600–1678), Besitzer von Schloss und Herrschaft Rosenburg.
- Jury Everhartz (* 1971), deutscher Komponist und Dirigent, lebt seit 2025 in Rosenburg.
- HK Gruber (* 1943), österreichischer Komponist, Chansonnier und Dirigent, lebt in Rosenburg.
- Ernst Karl von Hoyos-Sprinzenstein (1830–1903), Besitzer der Rosenburg, baute ab 1859 die vom Verfall bedrohte Burganlage wieder auf.
- Ernst Karl Heinrich Hoyos-Sprinzenstein (1856–1940), Besitzer von Schloss Rosenburg.
- Hans Hoyos-Sprinzenstein (1923–2010), Besitzer von Schloss Rosenburg.
- Johann Ernst von Hoyos-Sprinzenstein (1779–1849), Besitzer von Schloss und Herrschaft Rosenburg.
- Markus Hoyos (* 1960), Besitzer von Schloss Rosenburg.
- Rudolf Hoyos-Sprinzenstein (1884–1972), Besitzer von Schloss Rosenburg.
- Herma Kirchschläger (1916–2009), österreichische First Lady, Besitzerin einer Sommervilla in Rosenburg
- Rudolf Kirchschläger (1915–2000), österreichischer Diplomat, Außenminister und Bundespräsident, Besitzer einer Sommervilla in Rosenburg.
- Ferdinand Sigismund Kurtz von Senftenau (1592–1659), Besitzer von Schloss und Herrschaft Rosenburg.
- Eugen Guido Lammer (1863–1945), Alpinist und Schriftsteller, wurde in Rosenburg geboren.
- Vinzenz Muschinger (16. Jh.–1628), Besitzer von Schloss und Herrschaft Rosenburg.
- Bernhard Purin (1963–2024), österreichischer Kulturwissenschaftler, lebte in Rosenburg.
- Kaspar von Rogendorf (15. Jahrhundert-1506), Besitzer von Schloss und Herrschaft Rosenburg.
- Hugo Schenk (1849–1884), Hochstapler und Serienmörder
- Kristine Tornquist (*1965), Regisseurin und Künstlerin, lebt seit 2025 in Rosenburg.
- Alexander Waechter (* 1948), Schauspieler und Regisseur, von 2004 bis 2014 Intendant des Festivals Shakespeare auf der Rosenburg.

## Sommerfrische Rosenburg in alten Ansichtskarten
Die Blütezeit der Sommerfrische in Rosenburg war auch die große Zeit der Ansichtskarte. Hunderte verschiedener Motive haben sich erhalten und geben vielfältige Einblicke in die Geschichte des Ortes.

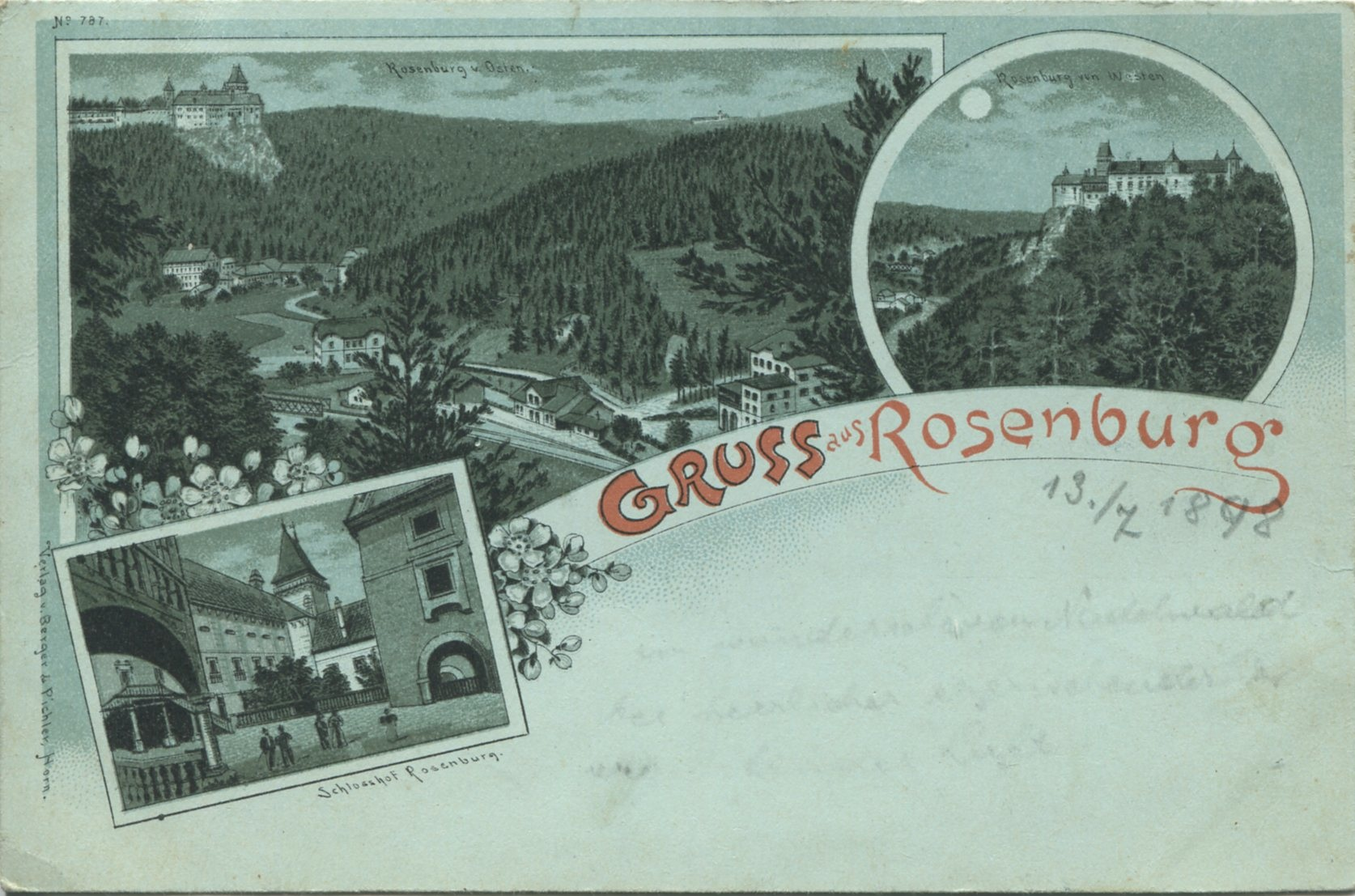
Frühe Ansichtskarte der Sommerfrische Rosenburg, um 1895
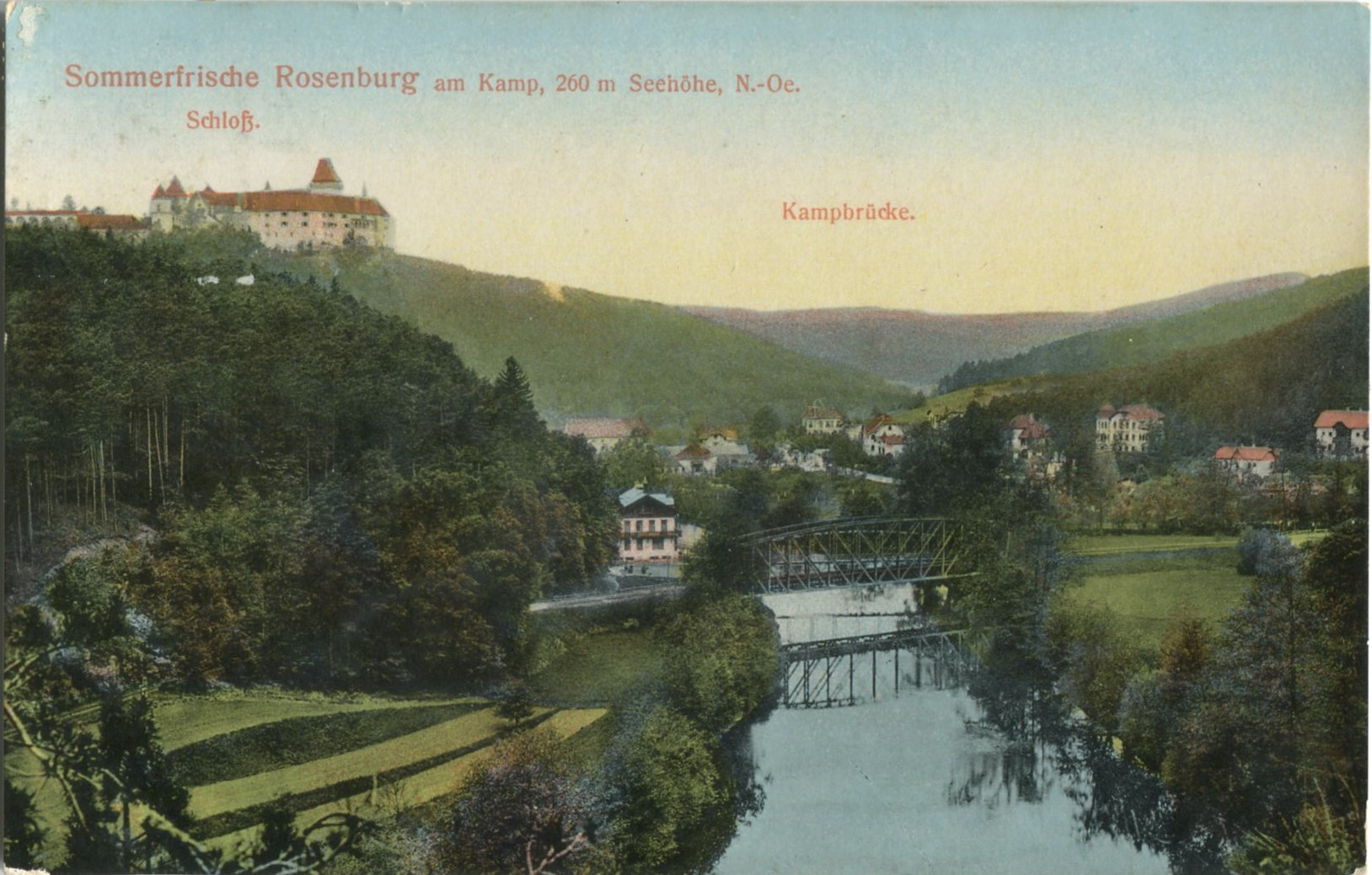
Sommerfrische Rosenburg, um 1910
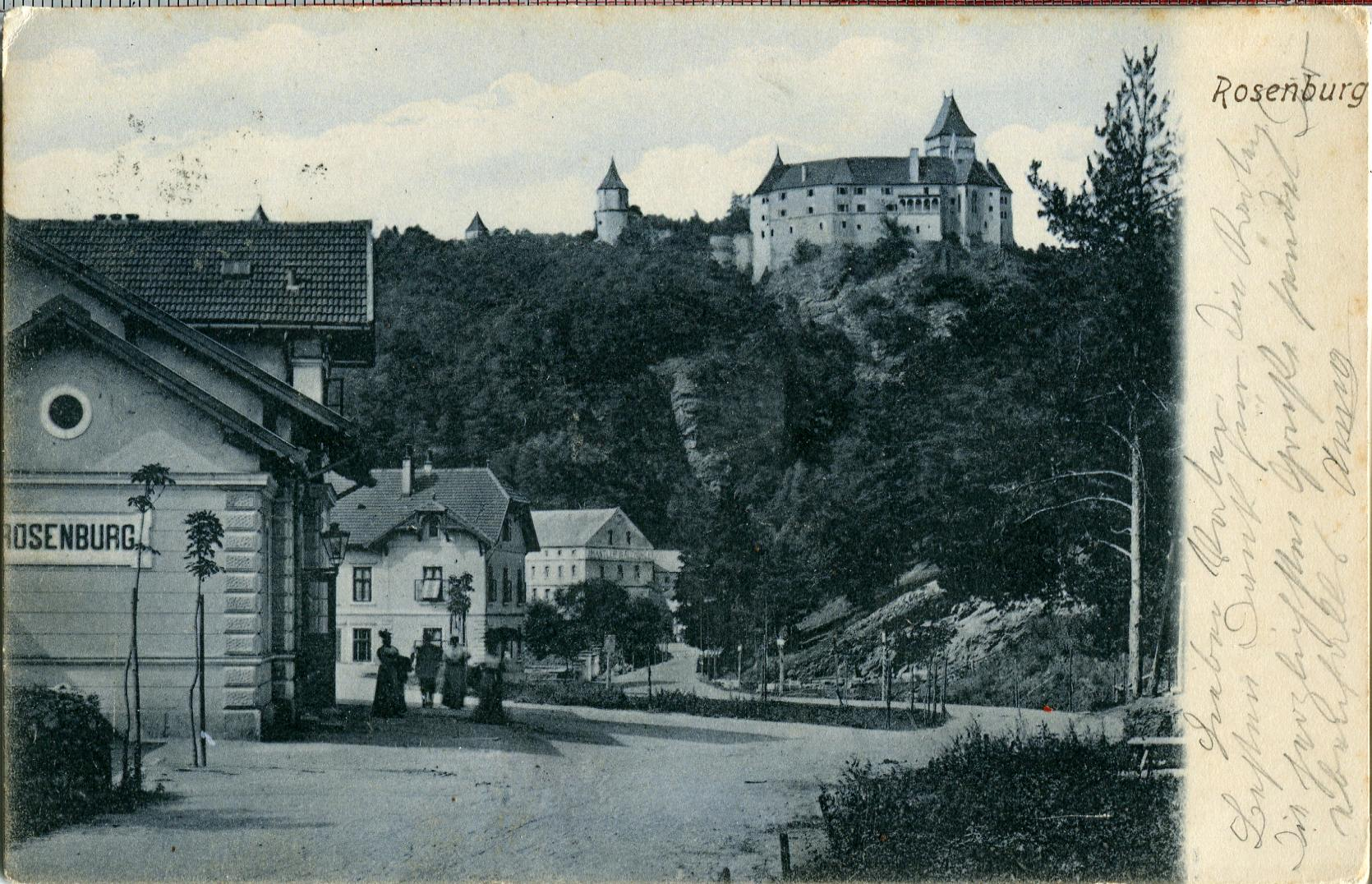
Bahnhof Rosenburg, um 1900
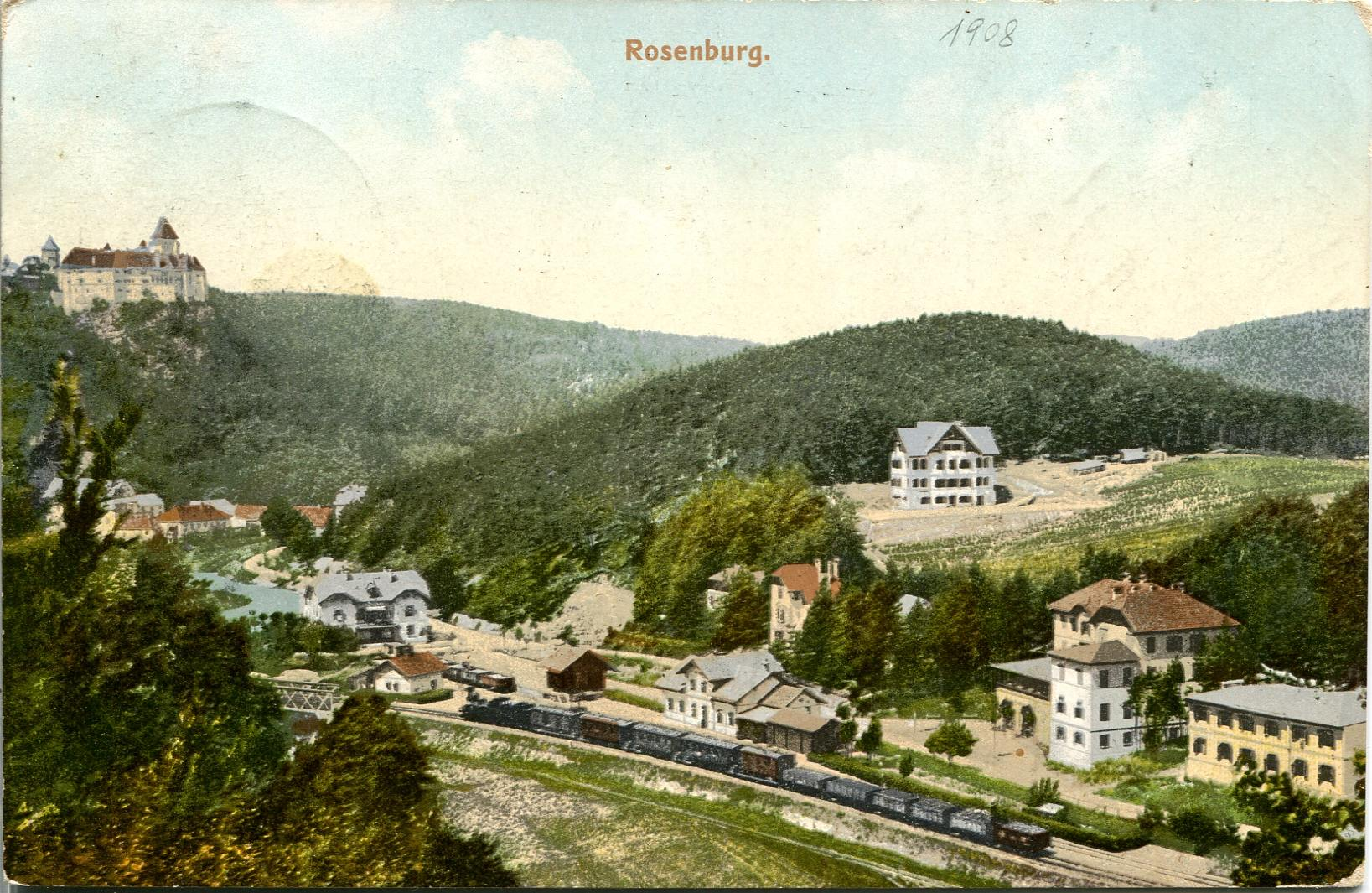
Bahnhof Rosenburg, um 1910
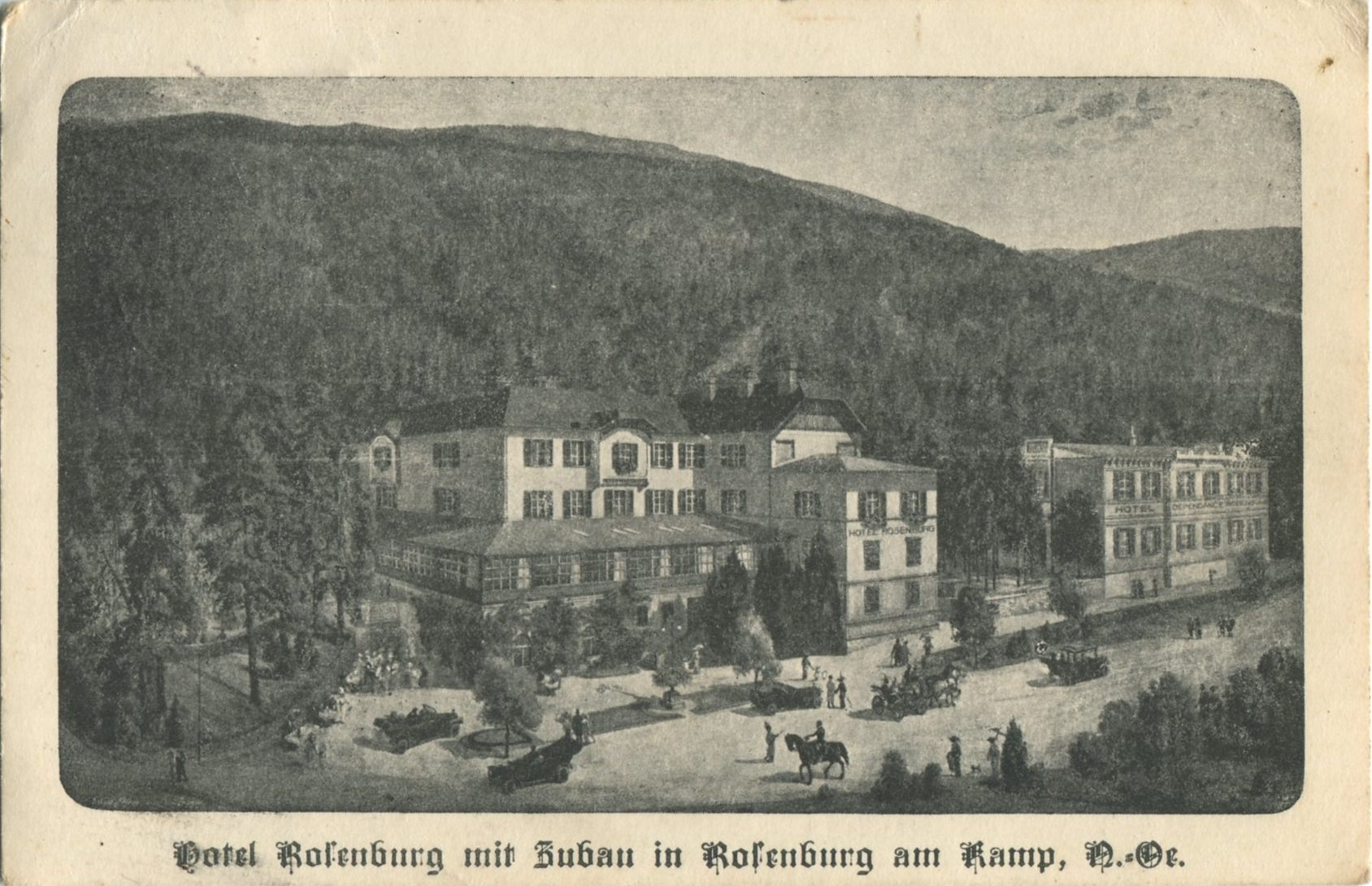
Hotel Rosenburg, um 1900
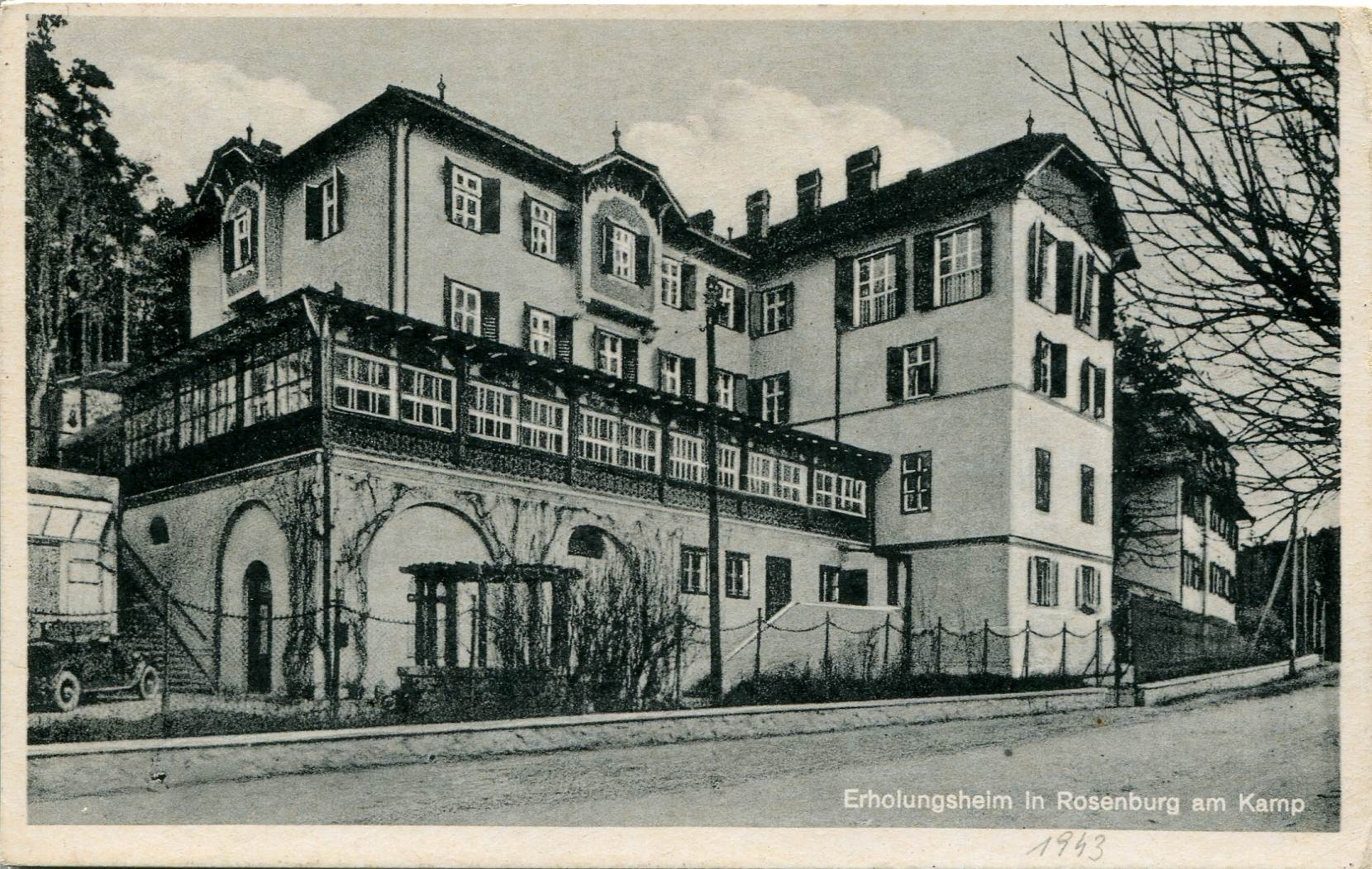
Erholungsheim Rosenburg, um 1935
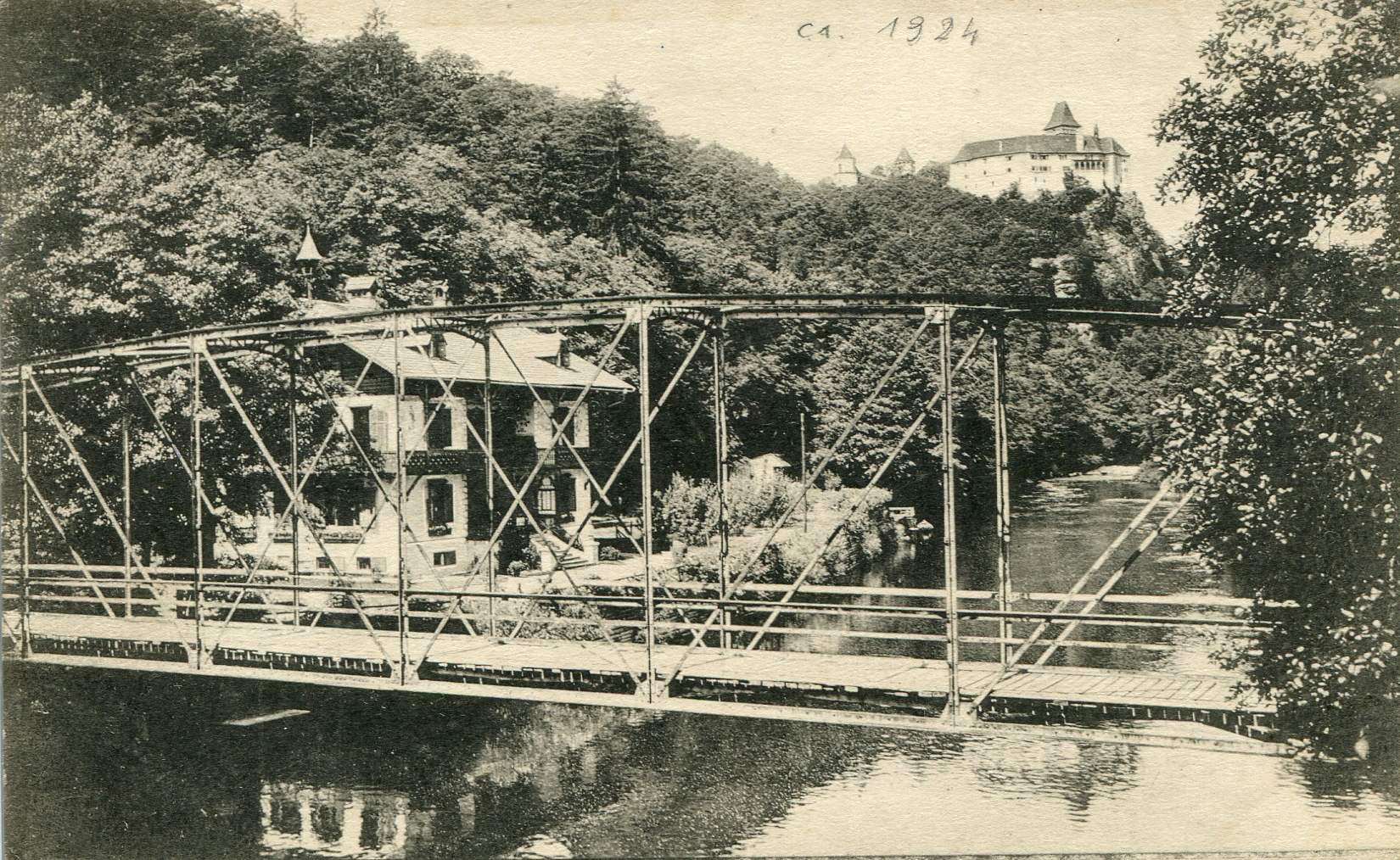
Graf-Hoyos-Steg und Weinzinger-Villa in Rosenburg, um 1900
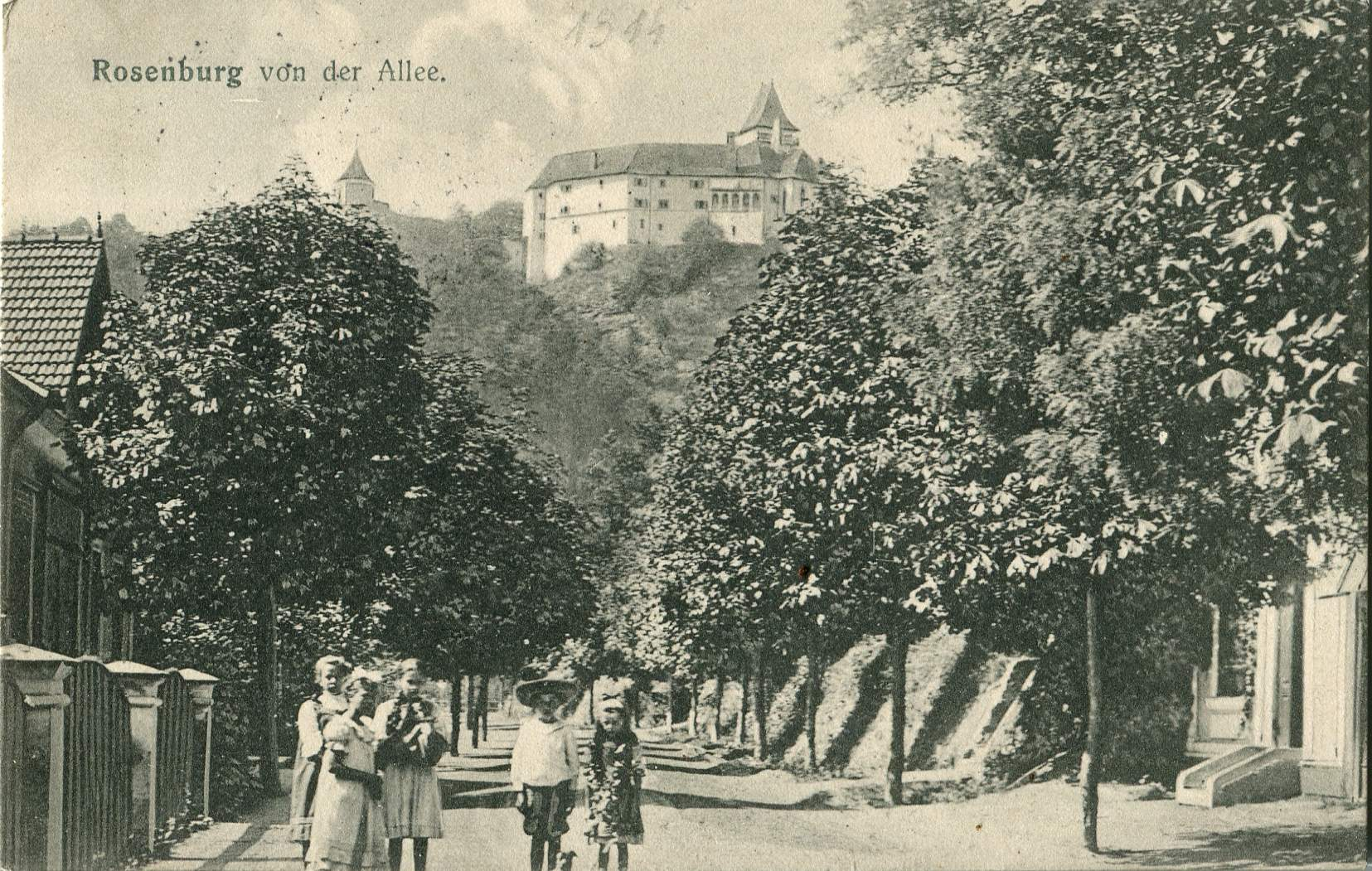
Allee in Rosenburg, um 1900
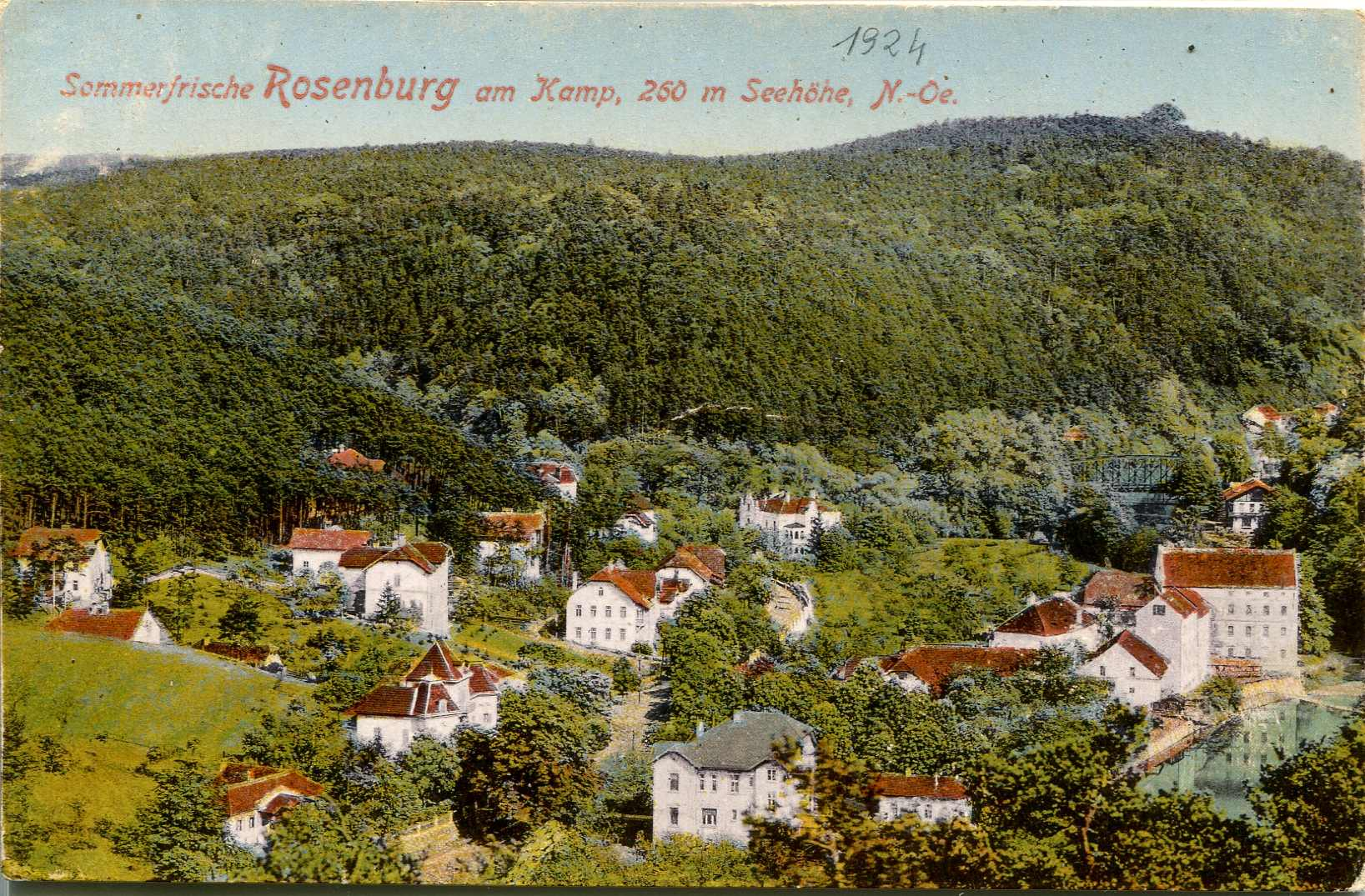
Sommerfrische-Villen im Zentrum von Rosenburg, um 1910
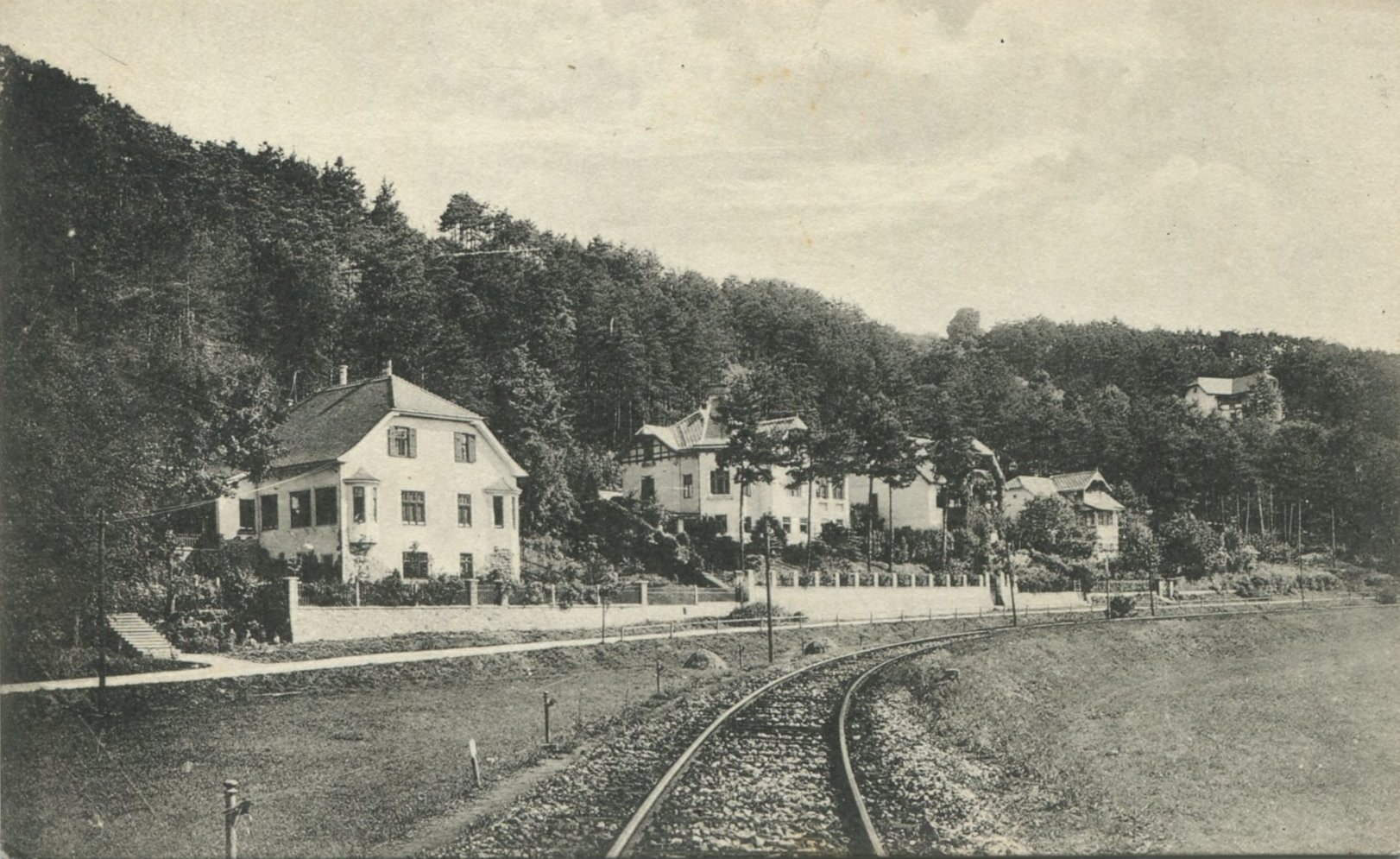
Sommerfrische-Villen im Taffatal bei Rosenburg, um 1910
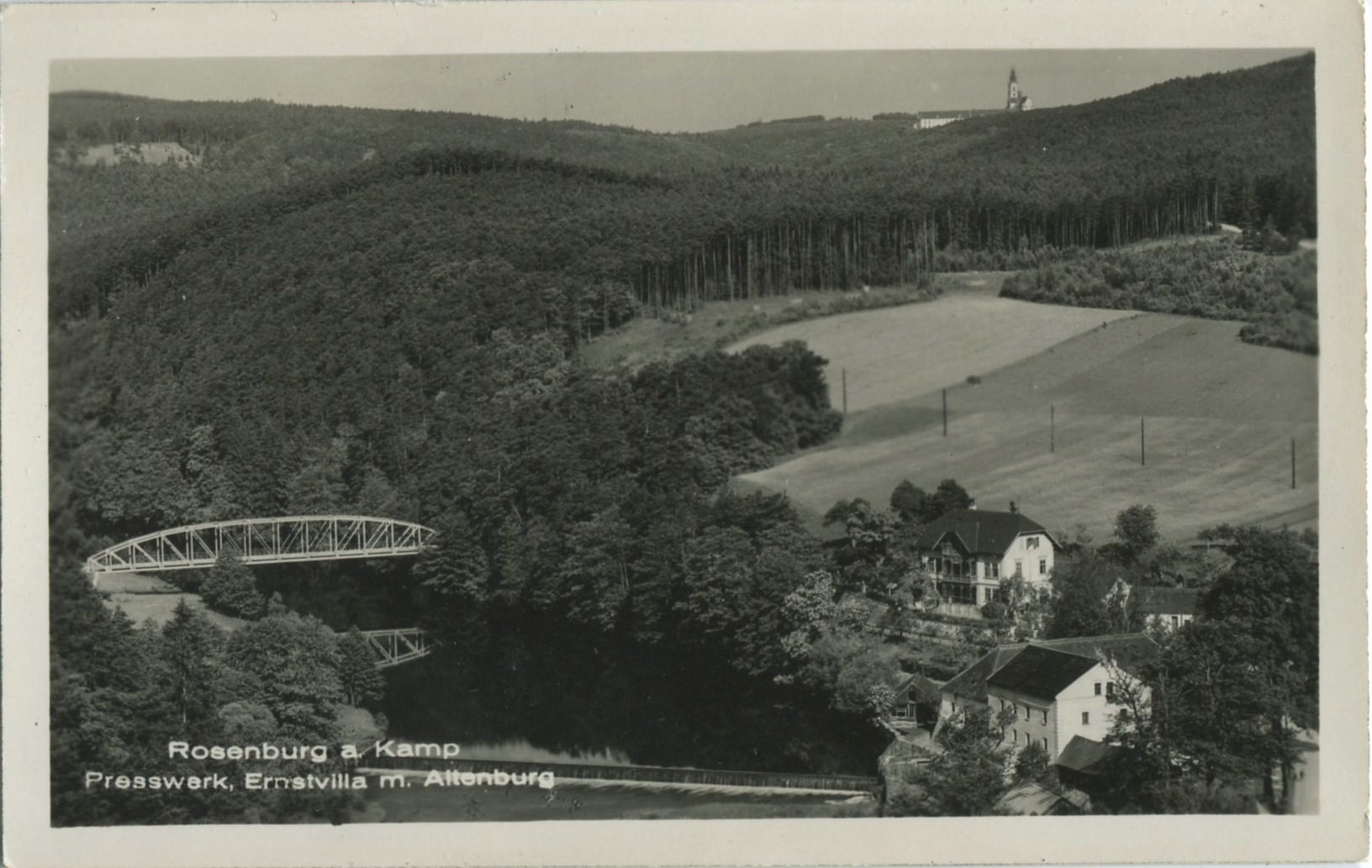
Blick auf die Hof- oder Thurnmühle in Rosenburg, um 1930
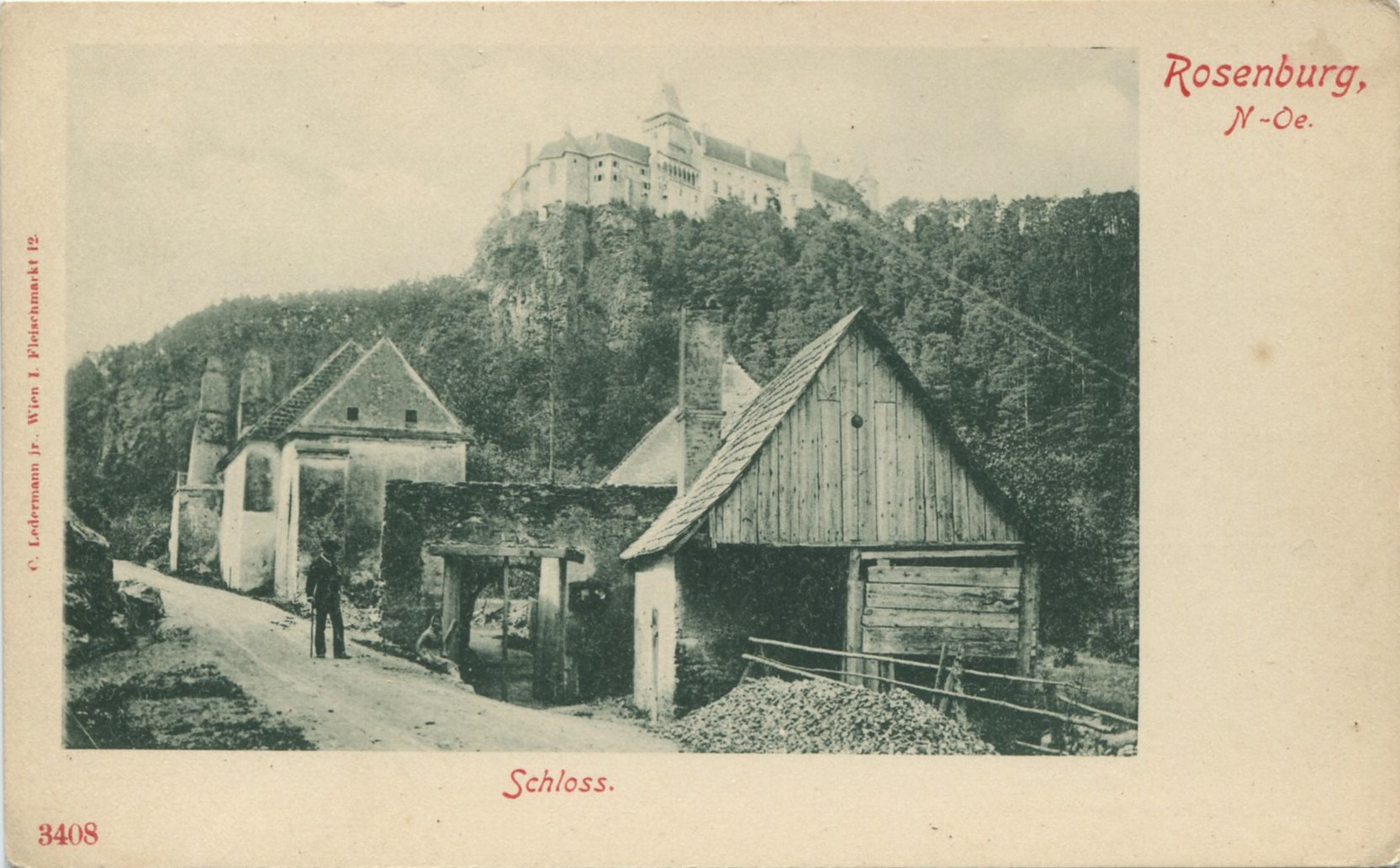
Hauerhaus (früher Bruckmühle) mit Schloss Rosenburg, um 1900